# Celtic Football Club
Vous lisez un « article de qualité » labellisé en 2011.
Ne pas confondre avec Rangers Football Club, un autre club de football basé à Glasgow et rival de celui-ci.
Maillots
Actualités
Le Celtic Football Club, est un club de football écossais fondé en 1887 à Glasgow par des immigrants irlandais à Parkhead, un quartier à l'est de la ville, le club nourrit depuis lors un lien fort avec la diaspora irlandaise, qui lui vaut d'être particulièrement soutenu à travers le monde.
Le Celtic fait partie en 1890 des dix membres fondateurs de la Scottish Football League, qui organise depuis le championnat d'Écosse. Il remporte en 2025 la compétition pour la 55e fois, et compte par ailleurs 42 Coupes d'Écosse ainsi que 22 Coupes de la Ligue à son palmarès. L'heure de gloire du Celtic sonne en 1967, quand sous la direction de Jock Stein, il devient le premier club britannique à remporter la Coupe d'Europe des clubs champions, la plus prestigieuse des compétitions européennes. Les Bhoys réalisent cette saison-là l'exploit de remporter les cinq compétitions auxquelles ils participent, avec un effectif composé uniquement de joueurs de la région de Glasgow. Cette équipe de 1967, surnommée les Lisbon Lions, reste, en 2022, la seule en Europe à avoir remporté le quadruplé championnat-coupe nationale-coupe de la ligue-coupe d'Europe. Le Celtic reste par ailleurs l'une des meilleures équipes d'Europe jusqu'au départ de Stein en 1975.
Ces trophées en font le deuxième club le plus titré du pays derrière le Rangers FC, son principal rival et alter ego du « Old Firm » (le derby de la ville de Glasgow), avec qui il partage jusqu'à la liquidation de ce dernier en 2012 la particularité de n'avoir manqué aucune édition du championnat écossais. Le Celtic est résident depuis 1892 du Celtic Park, devenu dans les années 1990 le plus grand stade de football en Écosse.
Présidé par Ian Bankier (en) depuis octobre 2011, le club vert et blanc a pour entraîneur le Nord-Irlandais Brendan Rodgers depuis juin 2023.

## Histoire

### Fondation

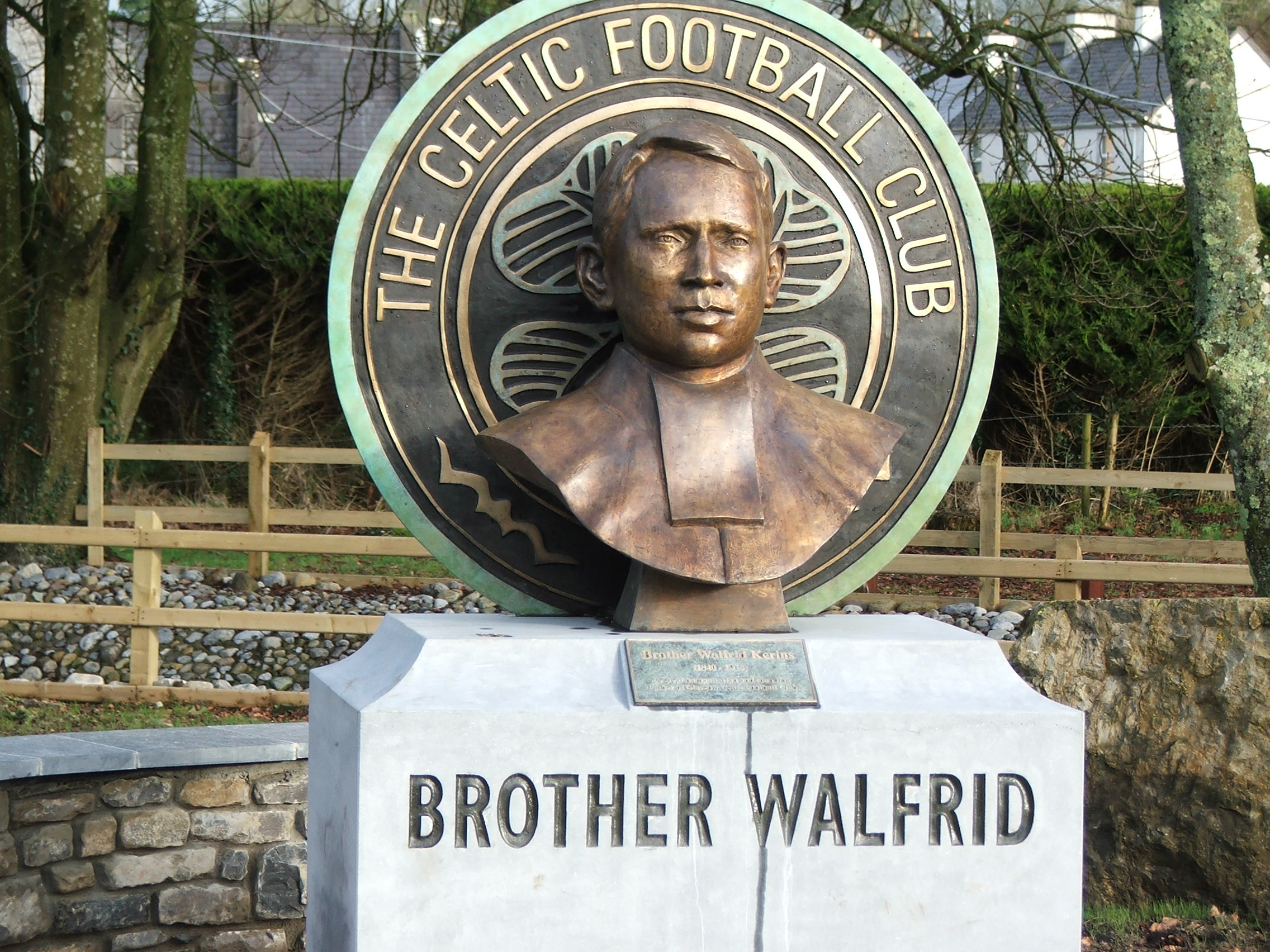
Buste de Frère Walfrid, fondateur du Celtic FC.

Le Celtic Football Club est fondé à Glasgow le 6 novembre 1887 par un ecclésiastique dans le but de soutenir la communauté irlandaise des quartiers East End de la ville écossaise,. Ce but est souligné par le nom donné au club, qui souligne les liens entre les deux pays celtiques,. Un terrain est loué dans Parkhead, le premier Celtic Park. Le Celtic, en blanc, dispute son premier match le 28 mai 1888, contre le Rangers FC. C’est le premier épisode du Old Firm, un derby qui va s'imposer progressivement comme le sommet du football écossais.

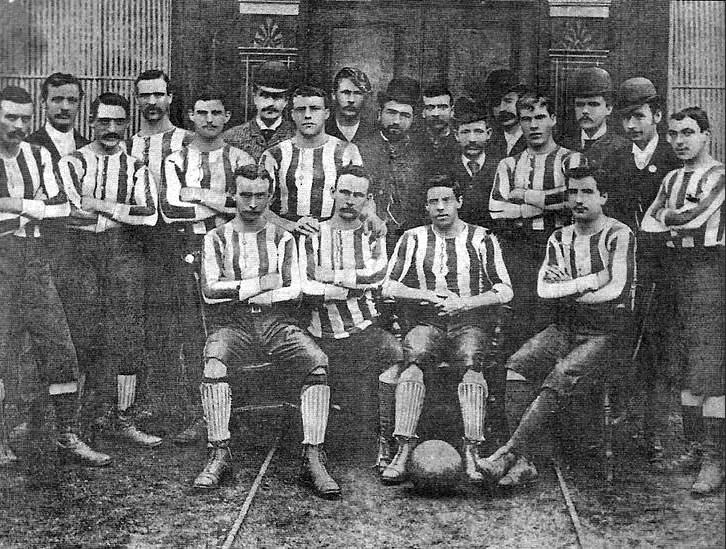
L'équipe du Celtic en 1889.

Deux entrepreneurs, John Glass et Pat Welsh, voyant dans le Celtic l'opportunité de bâtir un grand club professionnel, en prennent les rênes malgré les réticences de son fondateur et débauchent certains des meilleurs joueurs du club, dont James Kelly, promu capitaine,. En 1889, l'équipe s'incline en finale de la Coupe d'Écosse mais remporte un premier trophée, la North-Eastern Cup. Les bons résultats attirent un public de plus en plus nombreux, à l'image des 25 000 spectateurs réunis pour la réception de Queen's Park en 1889, ce qui incite les dirigeants à travailler à la création d'une compétition nationale régulière.
En 1890, le Celtic est un des membres fondateurs du championnat professionnel écossais. Le club remporte l'année suivante la prestigieuse Glasgow Cup et un an plus tard la Coupe d'Écosse. En 1892, le club fait aménager, avec l'aide de ses supporteurs, un nouveau Celtic Park. Les Bhoys remportent enfin le championnat en 1893, 1894 et 1896.

### L'ère Willie Maley (1897-1940)
En 1897, le club se professionnalise, devient une société à responsabilité limitée et fait l'acquisition du Celtic Park. Les dirigeants nomment un entraîneur appointé, Willie Maley, qui n'hésite pas à recruter en Angleterre. Le Celtic remporte le championnat en 1898, puis la Coupe en 1899 et 1900. Mais cette politique coûte cher, et le club décide de changer de projet en attirant de jeunes joueurs, auxquels Malley pourra faire pratiquer son jeu fait de passes, vif et offensif.

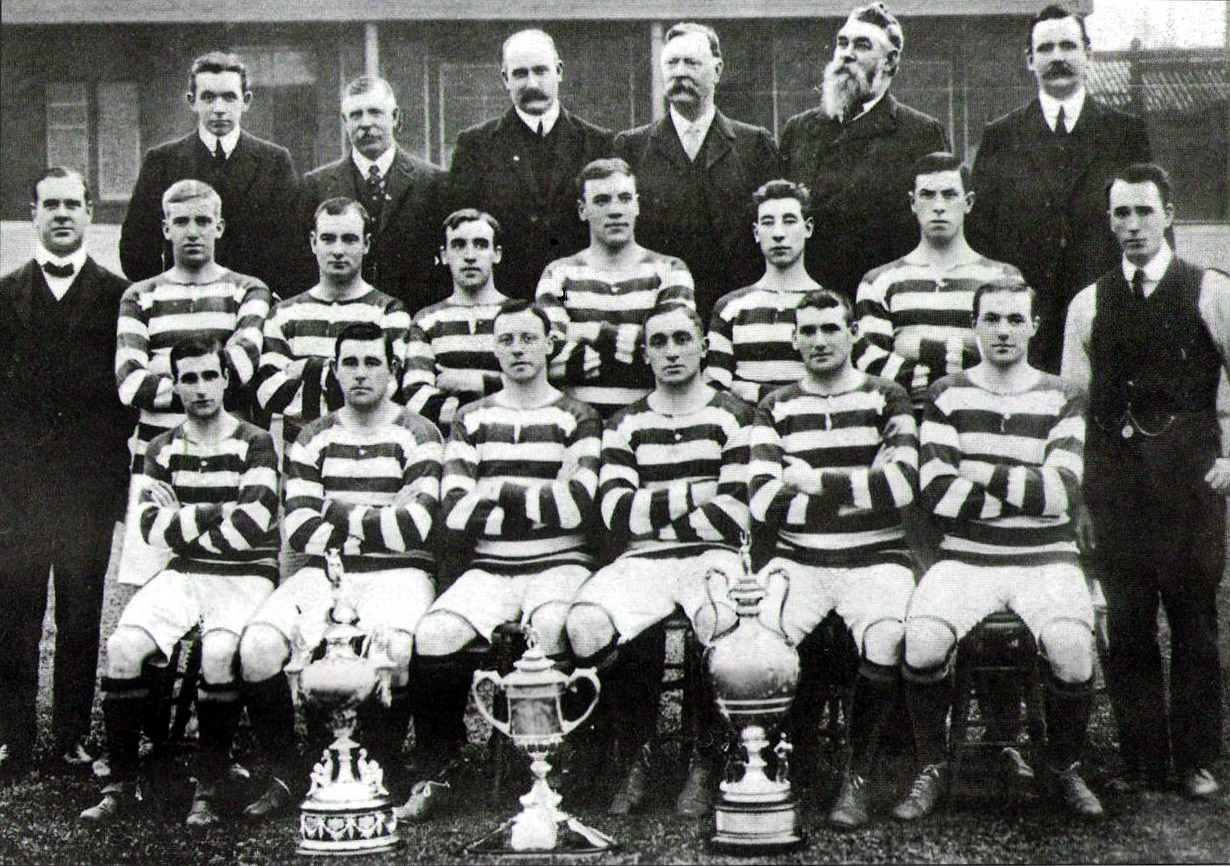
Le Celtic remporte le triplé en 1908.

Ce choix pénalise le club dans un premier temps. En 1904, les jeunes Bhoys, qui portent dorénavant un nouveau maillot à rayures horizontales vertes, remportent la finale de la Coupe face aux Rangers devant plus de 60 000 spectateurs, ouvrant une période faste. Le Celtic est à l'été 1904 le premier club écossais à partir en tournée en Europe. L'équipe des Jimmy McMenemy et Patsy Gallacher remporte le championnat six saisons d'affilée entre 1905 et 1910, un exploit inédit, et la coupe à quatre reprises. Le Celtic réussit le doublé coupe-championnat en 1907, une première dans l’histoire du football écossais, puis le triplé coupe-championnat-Glasgow Cup l'année suivante.

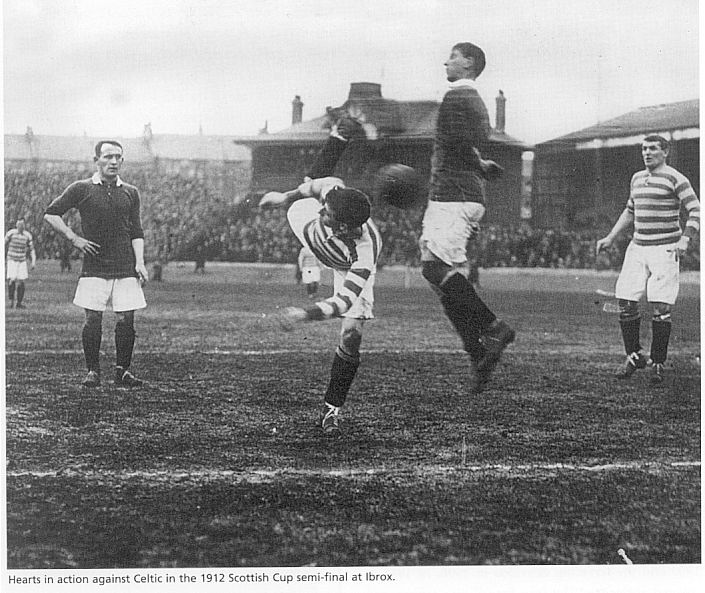
Action de match face à Hearts en 1912.

Ce bilan sportif est assombri par les violences entre supporteurs, sur fond de montée du sectarisme en Écosse. La Coupe d'Écosse est annulée en 1909 après des combats violents lors de la finale d'appui, qui causent une centaine de blessés,. Les Bhoys sont devancés ensuite en championnat mais enlèvent encore la Coupe d'Écosse en 1911 et 1912.

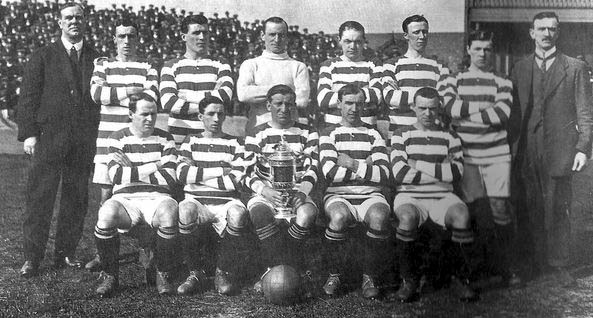
Équipe du Celtic en 1914.

Alors que la Première Guerre mondiale éclate, le Celtic remporte quatre titres de champion entre 1914 et 1917, puis un autre en 1919. La compétition est cependant marquée par une grande instabilité des effectifs et de nombreuses pertes humaines parmi les joueurs, notamment au Celtic,. Le club va ensuite subir la domination de ses rivaux, et notamment du Rangers FC qui bénéficie à partir de 1920 du savoir-faire de Bill Struth, qui contraste avec l'autonomie laissée aux joueurs par Maley. Les Bhoys arrachent deux titres de champion en 1922 (malgré de nouveaux incidents entre supporteurs) et 1926, avant de connaître une disette longue de dix saisons. Les soucis sportifs sont accentués par les problèmes internes, Maley devenant de plus en plus rigide sur les aspects financiers. Quand un jeune footballeur de talent du Celtic arrive à maturité, le club le vend systématiquement, parfois même contre sa volonté. En septembre 1931 le club connaît un événement dramatique avec le décès de son jeune gardien de but John Thomson au cours de match. Ses obsèques rassemblent plus de 30 000 personnes.

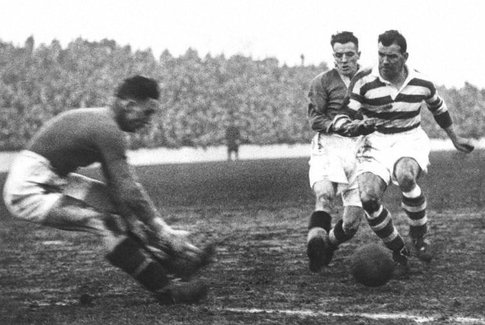
McGrory, meilleur buteur de l’histoire du club.

La fin des années 1930 voit la situation du club s’améliorer, grâce notamment à l'exceptionnelle efficacité de McGrory, le buteur le plus prolifique de l'histoire du football britannique, qui a refusé en 1931 son transfert à Arsenal. Les Bhoys sont champions d’Écosse en 1936 et remportent l'année suivante la Coupe d'Écosse face à Aberdeen devant 146 433 spectateurs, une affluence record en Europe pour un match de football d’une compétition nationale. Le Celtic est de nouveau champion en 1938 et enlève l'Empire Exhibition Trophy, une compétition de prestige organisée dans le cadre de l'exposition impériale de Glasgow. Après un nouveau conflit d'ordre financier, Willy Maley est poussé vers la sortie par ses dirigeants, alors que les compétitions sont interrompues par la Seconde Guerre mondiale. En quarante-trois saisons à la tête du club, il aura remporté seize championnats et quatorze coupes d'Écosse, entre autres trophées.

### L'ère McGrory et les difficultés d'après-guerre (1946-1965)
Jimmy McGrory est nommé manager en 1946. Loué comme un gentleman, il peine cependant à faire oublier Malley,. Le Celtic connaît une longue période d'insuccès, alors que ses dirigeants perséverent à recruter des juniors à moindre coût et à céder ses meilleurs éléments dès lors qu'ils peuvent en retirer un bénéfice financier. Dans un championnat dominé par le Rangers FC et Hibernian, le Celtic est tout proche de la relégation en 1948. Le club fait alors appel à Jimmy Hogan pour seconder McGrory. L'Anglais reste deux ans, le temps que les résultats s'améliorent. Après son départ, McGrory se trouve rapidement supplanté par le président Robert Kelly, arrivé en 1947, qui va prendre l'habitude d'imposer le onze de départ au manager. Le club ne remporte qu'une Coupe d'Écosse en 1951.
Malgré son maigre palmarès depuis trois décennies, la popularité du Celtic lui vaut d'être invité à disputer la Coronation Cup en mai 1953, une compétition organisée à l'occasion du couronnement de la reine Élisabeth II. Bonifiés par leur nouveau capitaine Jock Stein, recruté par avant, les Bhoys l'emportent sur les Anglais d'Arsenal et de Manchester United, puis en finale sur Hibernian devant 117 000 personnes (2-0). Revigorés, ils réalisent la saison suivante le doublé coupe-championnat, le premier du club depuis quarante ans. Mais Stein doit arrêter sa carrière sur blessure début 1956 et le Celtic retombe dans ses travers, se montrant incapable de lutter pour le titre. Le club remporte seulement la Coupe de la Ligue en 1957 et 1958. Pour la première de ces deux finales, les Bhoys écrasent les Rangers (7-1). Cette victoire est célébrée par la chanson Hampden in the sun, bien connue des supporters.
Au début des années 1960, rien ne semble pouvoir renverser la domination écrasante des Rangers. Les politiques de formation et d'entraînement sont minimales. Stein, entraîneur de la réserve, part en 1960. Sur le terrain, l'équipe déploie un football physique et rustre techniquement. Les joueurs les plus doués partent, comme Pat Crerand, Bobby Collins ou Bertie Auld. Pour ses débuts en compétition européenne, à l'occasion de la Coupe des villes de foires en 1962, le Celtic est éliminé au premier tour. L'année suivante en Coupe d'Europe des vainqueurs de coupe il atteint les demi-finales où il est éliminé par le MTK Budapest. Cette relative performance ne masque pas les résultats médiocres du Celtic depuis de nombreuses années.

### L'ère Jock Stein et le triomphe desLisbon Lions(1965-1978)

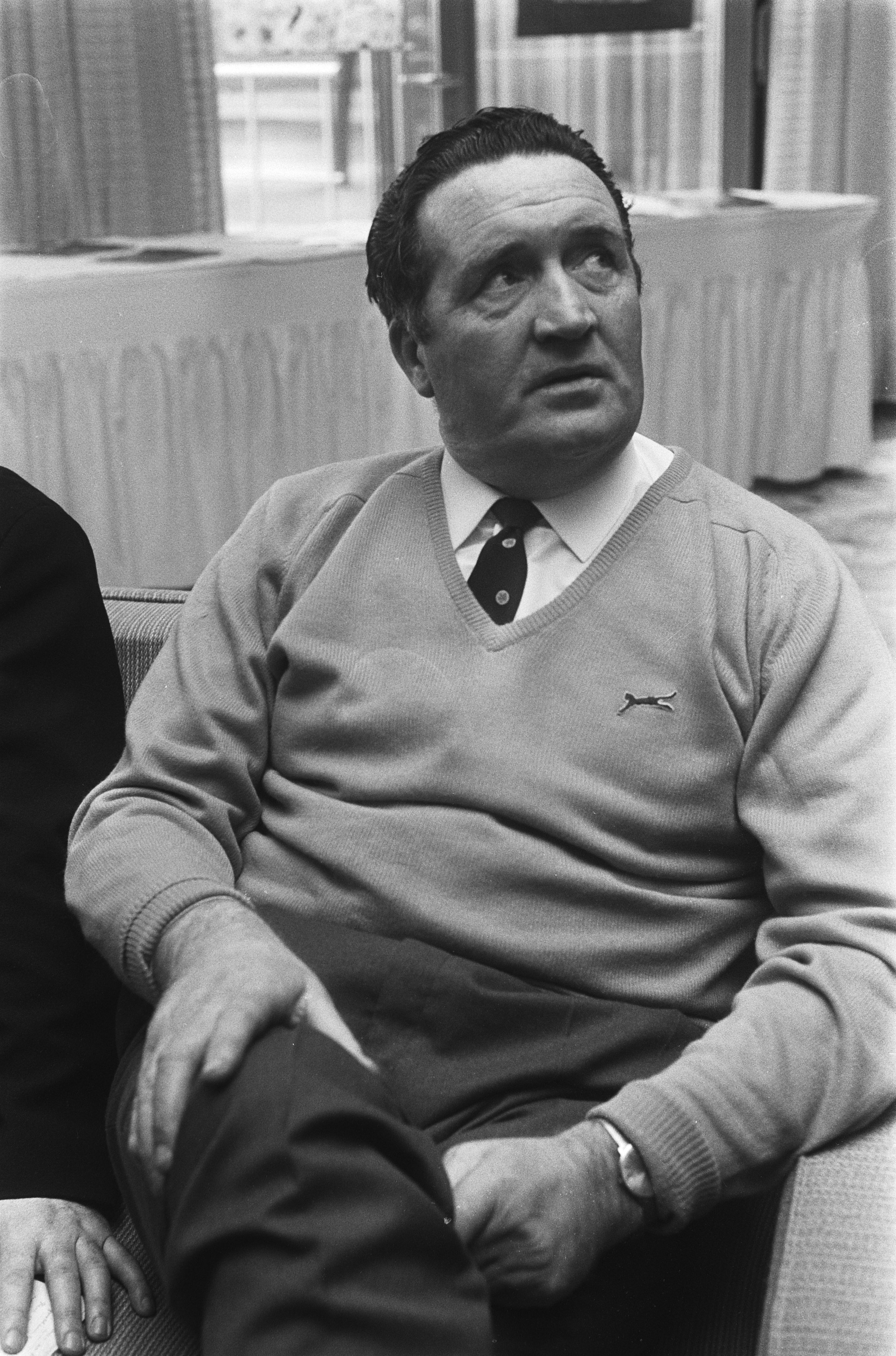
Jock Stein, entraineur légendaire et homme clé du triomphe européen de 1967.

Jock Stein, qui a obtenu d'excellents résultats dans d'autres clubs, négocie en mars 1965 son retour au club comme manager, en dépit de sa confession protestante. McGrory est remercié après pratiquement vingt ans de service, sur un bien maigre palmarès.
Stein confirme ses talents de meneur d'hommes et parvient à faire respecter ses choix par ses dirigeants. S'appuyant essentiellement sur les joueurs déjà au club, tous nés dans les environs de Glasgow, il redonne confiance et cohérence à l'équipe. Qualifiés pour la finale de la Coupe d'Écosse après un match d'appui, ses joueurs arrachent le trophée à Dunfermline. Pendant l'été, Stein obtient le recrutement de l'attaquant Joe McBride pour un montant record et le retour de Bertie Auld. L'équipe poursuit sur sa lancée en remportant le premier titre de champion du club depuis douze ans, et en atteignant les demi-finales de la Coupe des coupes, dont elle est éliminée de justesse par les Anglais de Liverpool. En quelques mois, l'équipe de Stein a brutalement renversé le rapport de domination établi par les Rangers, qui sont notamment battus en octobre 1965 en finale de la Coupe de la Ligue (dont les Rangers ont remporté cinq des six précédentes éditions). En fin de saison, l'équipe part pour une tournée de plusieurs semaines en Amérique du Nord, qui contribue à resserrer les liens entre les joueurs.

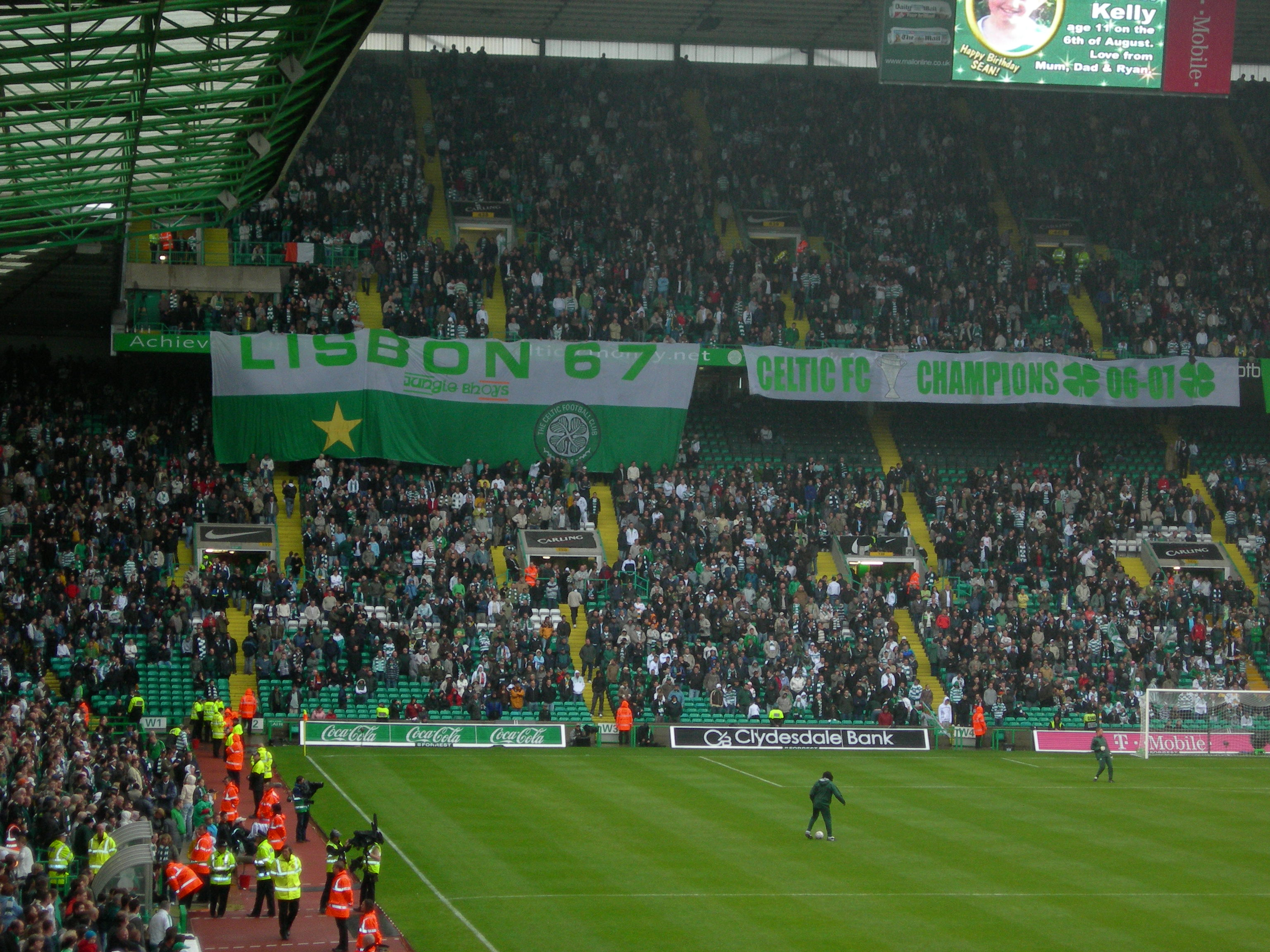
Supporters célébrant la victoire de 1967 à Lisbonne.

La saison 1966-1967 est la plus belle de l'histoire du club, qui remporte chacune des compétitions domestiques à laquelle il participe : championnat, Coupe d'Écosse, Coupe de la Ligue et Glasgow Cup. Les coéquipiers de Billy McNeill, dont on loue le courage et l'audace, brillent en Coupe d'Europe des clubs champions : ils écartent le FC Zurich et le FC Nantes facilement, les Yougoslaves de Vojvodina en quart de finale grâce à un but décisif de McNeill à Glasgow, et enfin le Dukla Prague. Les Écossais défient en finale l'Inter Milan d'Helenio Herrera, vainqueur de la compétition en 1964 et 1965 et favori des observateurs.
Plusieurs milliers de supporters, font le déplacement à Lisbonne le 25 mai 1967. Après l'ouverture du score des Italiens, les Écossais parviennent à renverser la marque grâce à Tommy Gemmell et Stevie Chalmers. Les Lisbon Lions en français : « les lions de Lisbonne », dont les fameux Jimmy Johnstone, Bobby Lennox et Bobby Murdoch, font du Celtic le premier club britannique à remporter le trophée. Pour la première fois, un club remporte la même saison la plus prestigieuse des compétitions européennes ainsi que son championnat et sa coupe nationale.
En 2022, le Celtic reste la seule équipe d'Europe à avoir remporté le quadruplé composé du championnat national, de la coupe nationale, de la coupe de la ligue (qui n'est pas organisée dans tous les pays) et de la coupe d'Europe.

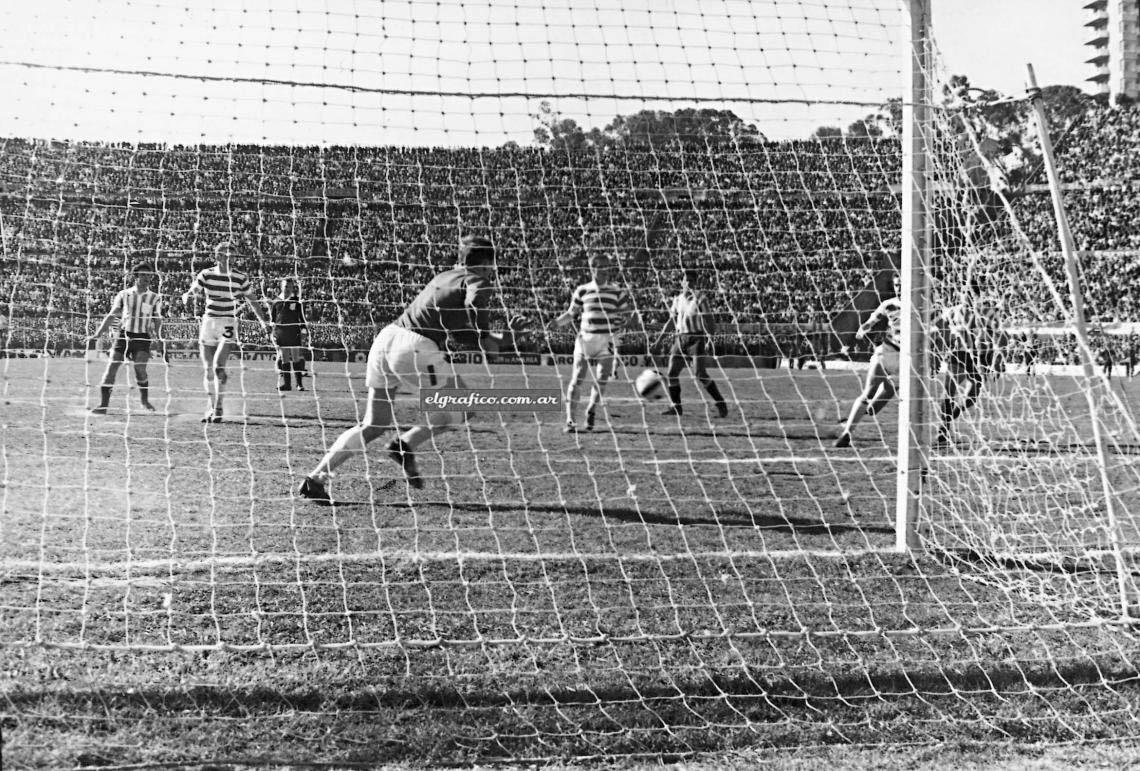
Scène de la Coupe intercontinentale en 1967 face au Racing Avellaneda.

Quelques mois plus tard, le Celtic dispute la Coupe intercontinentale face aux Argentins du Racing. Vainqueurs en Écosse, les Bhoys sont battus in extremis du match retour dans l'ambiance infernale de l'Estadio Presidente Perón. Les deux équipes se retrouvent lors d'un match d'appui trois jours plus tard en Uruguay. Face à la brutalité et l'antijeu des Argentins, les joueurs du Celtic perdent le contrôle : Johnstone et Lennox sont expulsés avec Alfio Basile après une altercation, et les Écossais sont finalement battus 1-0.
Malgré cette déception, couplée à celle d'une défaite au premier tour de la Coupe d'Europe 1967-1968 face au Dynamo Kiev, le Celtic poursuit sa domination sur la scène nationale. Stein exploite parfaitement les forces et faiblesses de ses joueurs et de leurs adversaires. Ses joueurs pratiquent un jeu offensif flamboyant, qui couplé à leur état d'esprit insatiable, leur permet d'écraser la concurrence en Écosse. Ils remportent neuf championnats d'affilée de 1966 à 1974, une performance inédite en Europe de l'Ouest,.

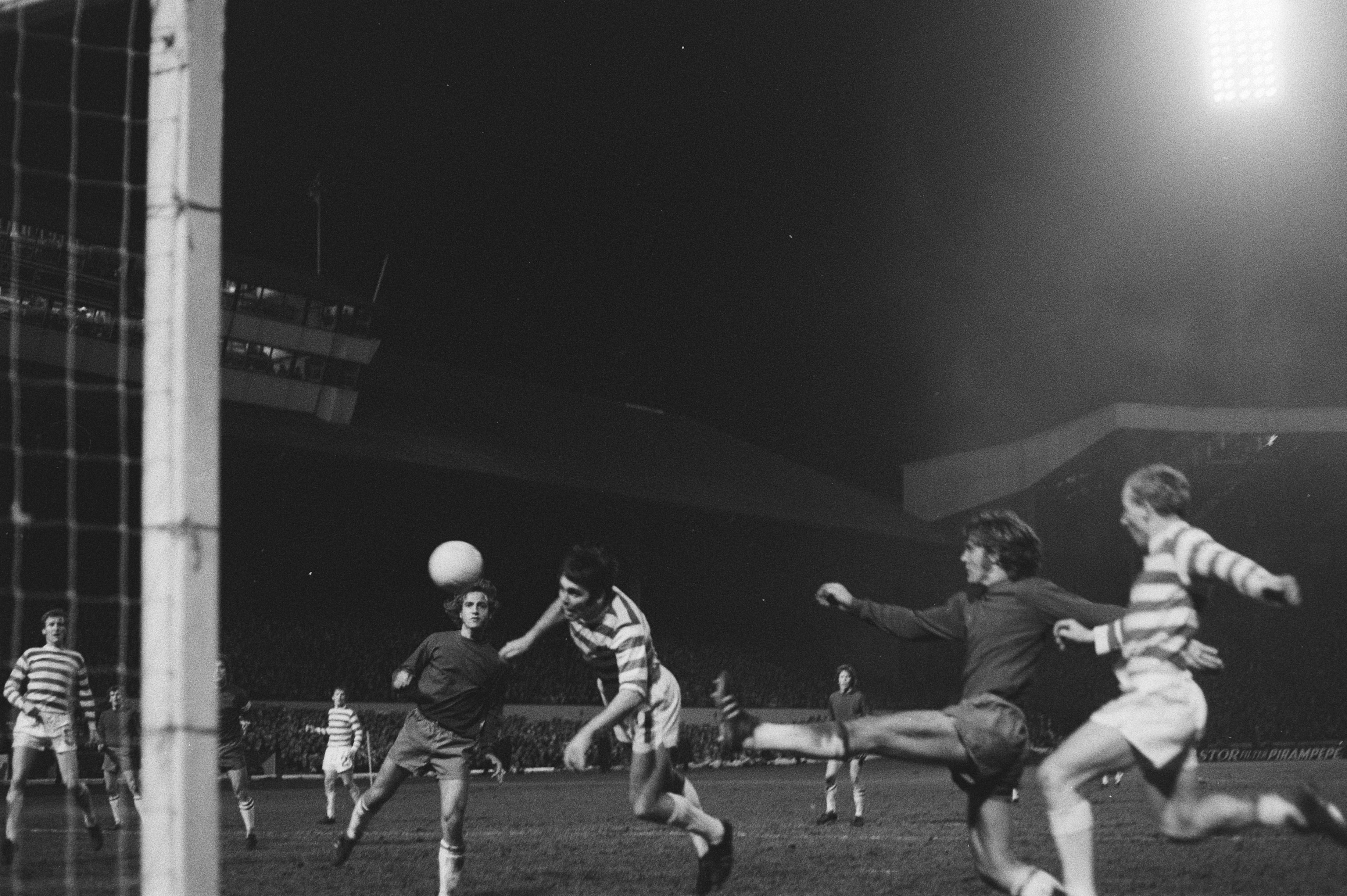
Les Bhoys face à l'Ajax Amsterdam en 1971.

En 1970, le Celtic atteint une nouvelle finale européenne, après avoir disposé du Benfica Lisbonne, de la Fiorentina et de Leeds United. Avec 136 505 spectateurs, la demi-finale bat le record d'affluence pour un match européen. En finale, les Écossais sont battus par le Feyenoord Rotterdam au bout de la prolongation, de façon assez logique. Deux ans plus tard, le Celtic retrouve l'Inter Milan, cette fois en demi-finale de la compétition : après deux matchs nuls et vierges, les Italiens l'emportent aux tirs au but. En 1974, le Celtic, mené par le jeune Kenny Dalglish, atteint pour la quatrième fois les demi-finales de la C1, où il affronte l'Atlético Madrid. Le match aller à Glasgow, particulièrement haché et où trois Espagnols sont expulsés, s'achèvent sur un 0-0. Les Madrilènes se qualifient au retour dans un stade bouillant. L'injustice ressentie en Écosse est illustrée par la polémique née lors des retrouvailles entre les deux clubs... trente-sept ans plus tard.

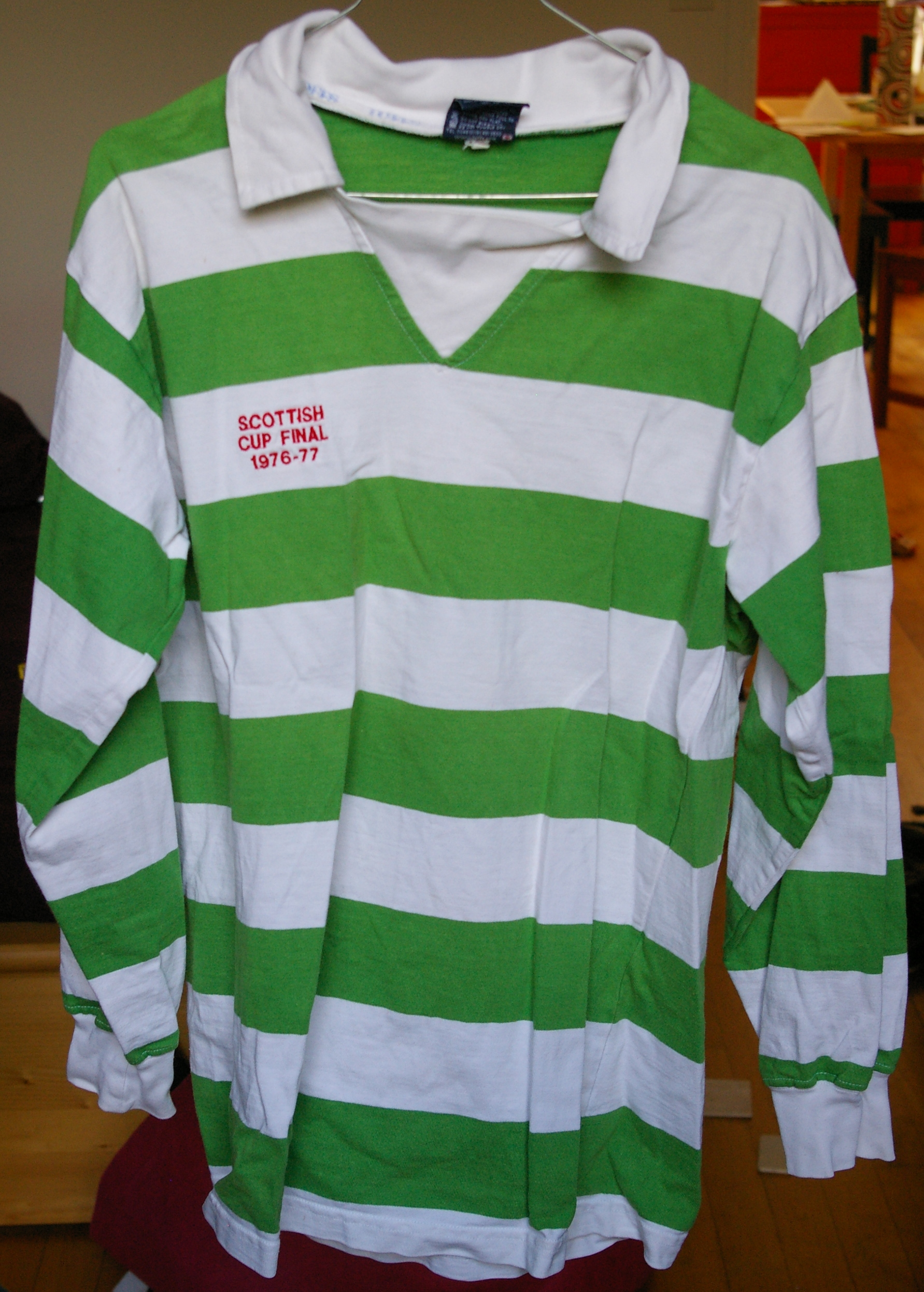
Maillot du Celtic en 1976-1977.

Cette déception sonne le glas des ambitions européennes de Jock Stein, qui paraît de plus en plus affecté par les épreuves traversées depuis le début des années 1970 : en janvier 1971 le désastre d'Ibrox, qui provoque la mort de soixante-six personnes lors du Old Firm, le marque profondément. En avril, le président Robert Kelly, avec lequel il nourrissait une certaine relation de confiance, meurt ; Stein entretiendra une relation plus difficile et méfiante avec son remplaçant, Desmond White. L'année suivante, Jock Stein connaît à son tour des problèmes de santé qui l'obligent à se mettre en retrait quelque temps. Enfin, c'est avec une certaine amertume qu'il voit les éléments les plus doués du Quality Street Gang, la prometteuse génération programmée pour remplacer les Lisbon Lions, demander leur départ à tour de rôle pour des raisons financières : Lou Macari en 1973, David Hay en 1974, George Connelly en 1975.
En 1975, Stein, blessé grièvement dans un accident de voiture, laisse l'équipe à son adjoint Sean Fallon. À son retour en 1976, l'entraîneur, qui a perdu de son célèbre enthousiasme, remporte un nouveau doublé coupe-championnat. Mais il est confronté au souhait de départ de son joueur majeur Kenny Dalglish, qu'il s'évertue à négocier au mieux financièrement (440 000 £, un record pour un transfert au Royaume-Uni) mais dont il sait qu'il sonne le glas de ses ambitions européennes. Après une dernière saison terminée à une décevante cinquième place, Stein organise son remplacement par son ancien capitaine Billy McNeill. Une semaine après son jubilé face à Liverpool, Stein signe à Leeds United. Sous sa direction, le club aura glané un total exceptionnel de vingt-cinq trophées majeurs en treize saisons.

### L'irrémédiable déclin (1978-1994)
Nommé en août 1978, Billy McNeill parvient à renouveler une équipe à bout de souffle grâce au recrutement de nouveaux joueurs, une approche d'entraînement différente et un style de jeu plus direct. Le Celtic décroche le titre de champion après une victoire décisive sur les Rangers en fin de saison, arrachée dans les dernières minutes (4-2). L'année suivante, McNeill nourrit quelques ambitions en Coupe d'Europe, qui sont perdues sur le terrain du Real Madrid en quart de finale. La déception est forte pour les joueurs, qui laissent Aberdeen remporter le championnat. Enfin, la victoire en Coupe d'Écosse, arrachée aux Rangers après prolongation, est entachée par de violents affrontements entre supporters sur la pelouse d'Hampden Park. Ces combats, qui provoquent l'arrestation de 210 personnes, conduiront les politiques à interdire l'alcool dans les stades.
McNeill parvient à remporter deux nouveaux championnats en 1981 et 1982, ainsi qu'une Coupe de la Ligue en 1982. Ces succès sont obtenus malgré l'émergence d'un duo de clubs au sommet du football écossais, bientôt surnommé New Firm : Dundee United et Aberdeen, dirigé par le jeune Alex Ferguson, qui remportent respectivement le championnat et la Coupe d'Europe des vainqueurs de coupe en 1983. Malgré ses bons résultats, McNeill entretient des relations difficiles avec ses dirigeants à qui il reproche leur manque d'ambition. En 1983, la vente à Arsenal du jeune Charlie Nicholas, tout juste élu joueur de l'année en Écosse, sert de déclencheur à son départ.
Pour le remplacer, le président Desmond White fait appel à un ancien joueur, David Hay, en dépit de son manque d'expérience. Malgré un discours optimiste, sa première saison est infructueuse : l'équipe termine à la seconde place en championnat et s'incline en finale des deux coupes. Pour sa deuxième saison, le Celtic est de nouveau distancé en championnat par Aberdeen mais parvient à remporter la Coupe d'Écosse pour le centenaire de la compétition face à Dundee United (2-1). Le président Desmond White meurt cet été-là, remplacé par Tom Devlin Junior, membre du conseil d'administration depuis 1949, qui tombe rapidement malade à son tour. Malgré ces difficultés, le club remporte le championnat 1986 à l'issue d'une remontée fantastique sur Heart of Midlothian.
La saison suivante est difficile pour Hay, qui ne peut pas renforcer l'équipe comme il le souhaiterait et doit faire face à la montée en puissance des Rangers, où l'entraîneur-joueur Graeme Souness obtient des moyens importants. Longtemps en tête du championnat, dont son attaquant Brian McClair termine meilleur buteur, le Celtic craque au printemps et laisse son rival emporter le titre. Le nouveau président John McGinn décide de se séparer de David Hay pour permettre le retour de Billy McNeill. Pour le centenaire du club, McNeill obtient les moyens de renforcer sensiblement l'équipe. Portés par l'enthousiasme lié à cette saison anniversaire, les Bhoys réalisent un brillant doublé coupe-championnat, réalisant notamment une série de 31 matchs sans défaite.

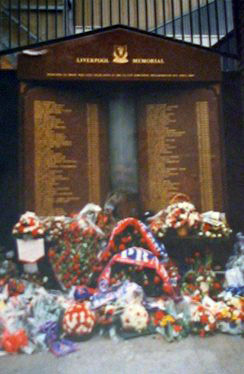
Le Liverpool Memorial de la tragédie de Hillsborough, déclencheur du rapport Taylor.

La saison suivante est beaucoup plus difficile : les Bhoys sont distancés par les Rangers. La victoire en Coupe d'Écosse marque la fin des années dorées du Celtic, qui s'enfonce dans une grave crise financière. Face aux résultats déclinants et au dédain de la direction, les supporters désertent progressivement le vétuste Celtic Park, ce qui creuse encore le déficit du club. Le modernisation du Celtic Park, rendue nécessaire après la publication du rapport Taylor, patine. En 1990 l'homme d'affaires Brian Dempsey monte un projet de déménagement vers un nouveau stade, mais est congédié en octobre. En janvier 1991, les dirigeants nomment un directeur général, Terry Cassidy, dont un mémo critique vis-à-vis de l'entraîneur McNeill est bientôt rendu public. Face aux résultats décevants et au peu de moyens et de confiance dont il dispose, McNeill part l'été suivant.
Il est remplacé par l'Irlandais Liam Brady, qui n'est que le huitième entraîneur du Celtic en plus de cent ans d'histoire, mais le premier étranger et le premier à ne pas être un ancien joueur du club. Inexpérimenté, Brady ne parvient pas à prendre la mesure du club et de ses querelles d’ego. Ses débuts sont décevants et les onéreux transferts qu'il conclut sont autant d'échecs. Après deux années infructueuses, Brady est remplacé par un ancien Bhoy, Lou Macari. Il ne rencontre pas plus de succès que son prédécesseur. L'affluence au Celtic Park s'est alors effondrée, parfois à moins de 15 000 spectateurs.
La direction est de plus en plus remise en cause pour ses choix sportifs et son manque de vision, d'autant que ses actionnaires sont liés par des accords solidaires les mettant à l'abri d'un éventuel rachat. Devenu à son tour président, Kevin Kelly, le neveu de Robert Kelly, annonce en mars 1992 son intention de faire construire un nouveau stade de 52 000 places à Cambuslang, au sud de Glasgow. Le projet est enterré officiellement début 1994, lorsqu'il apparaît que le club n'en a absolument pas les moyens. Quelques semaines plus tard, la Bank of Scotland refuse de payer la traite due au transfert du modeste Willie Falconer. Le 3 mars, la banque informe la direction que le club va devoir déposer le bilan. Le lendemain, Kevin Kelly, McGinn, Grant et Farrell vendent leurs parts majoritaires à l'homme d'affaires canadien Fergus McCann et son groupe d'investisseurs,.

### McCann sauve le club de la faillite (1994-1999)

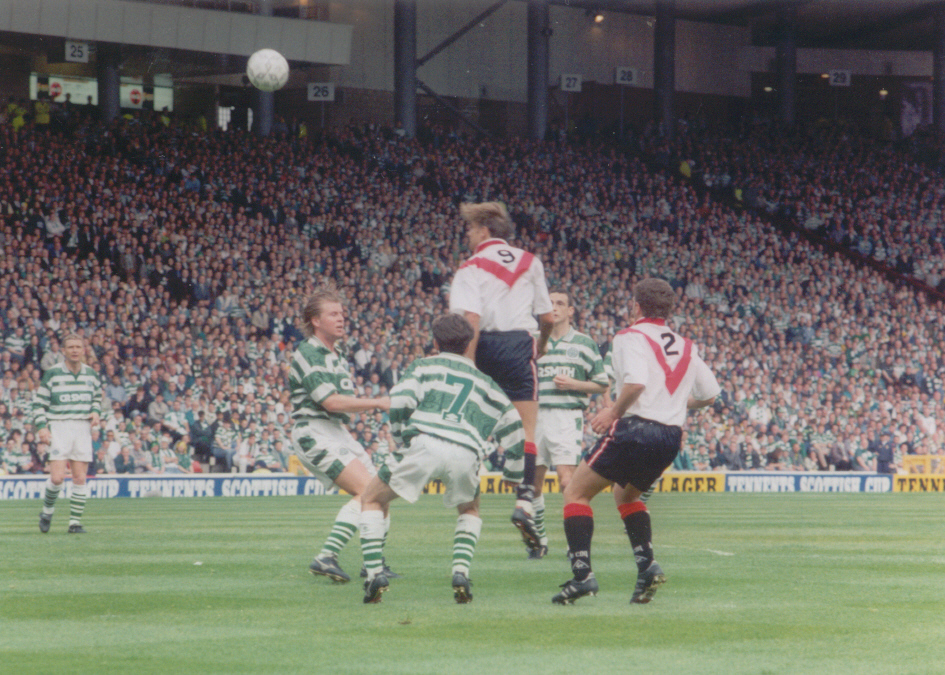
Finale de la Coupe d’Écosse en 1995 contre Airdrieonians FC.

Fergus McCann est un émigrant écossais ayant fait fortune au Canada. Supporter du Celtic, il est en contact avec les dirigeants depuis plusieurs années. Lui et ses associés investissent plusieurs millions de livres, McCann se donnant cinq ans pour rétablir la situation du club. Il crée une Public limited company, cotée en bourse, dont une part est vendue avec succès au grand public, rapportant près de dix millions de livres. Cet apport d'argent et le soutien de la Co-operative Bank permettent de lancer la reconstruction du Celtic Park, le chantier prioritaire aux yeux de McCann, dont la capacité passe en quelques années de 35 000 places, essentiellement debout, à plus de 60 000 places assises,.
McCann se sépare de Macari et nomme l'ancien Bhoy Tommy Burns. Avec les travaux du stade, l'équipe évolue à Hampden Park toute la saison 1994-1995. McCann apprécie peu les compétences étendues du manager à la britannique, responsable à la fois du terrain et des recrutements, et ses relations avec Burns se détériorent. L'équipe retrouve cependant un style de jeu offensif et plus cohérent qui, s'il ne suffit pas à disputer la suprématie du Rangers FC, champion d'Écosse sans discontinuer depuis 1989, lui permet de remporter la Coupe d'Écosse en fin de saison, le premier trophée du Celtic depuis six ans. Lors de la saison 1995-1996, dans un Celtic Park de nouveau comble, les joueurs du Celtic ne s'inclinent qu'une seule fois en championnat... mais ne terminent qu'à la deuxième place. Ils ne font pas mieux la saison suivante, de sorte que le record du nombre de titres consécutifs détenus par le Celtic de Jock Stein (neuf) est égalé par les Rangers ; ce point devient l'objet d'une obsession des supporters et des médias, augmentant encore la pression pesant sur les épaules des joueurs.

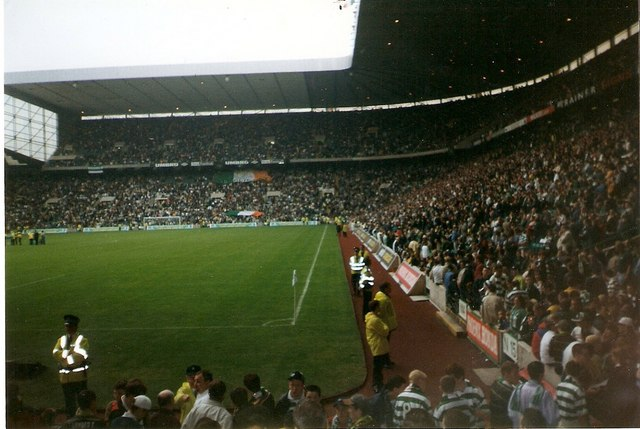
Le Celtic Park lors du match décisif pour la quête du championnat en 1998.

Burns n'est pas reconduit en 1997, et McCann décide de répartir les responsabilités du manager entre un entraîneur, le Néerlandais Wim Jansen, et un directeur sportif, le journaliste Jock Brown. Un recrutement réussi (Henrik Larsson, Paul Lambert, Craig Burley) et la rigueur tactique nouvelle de l'équipe permettent au Celtic de remporter la Coupe de la Ligue puis le championnat en 1998, empêchant ainsi ce dernier d'enlever un dixième titre d'affilée. Malgré ces deux trophées, les relations difficiles entre Jansen et Brown conduisent au départ des deux une fois la saison terminée,. Jansen est remplacé par le Slovaque Jozef Vengloš. Handicapée par une préparation tronquée puis la blessure de Ľubomír Moravčík, l'équipe ne parvient pas à prendre le dessus sur les Rangers. Le titre se joue lors d'un Old Firm particulièrement électrique, disputé au Celtic Park. Le match dégénère : l'arbitre Hugh Dallas est blessé par une pièce jetée des tribunes et trois joueurs sont expulsés ; le Celtic, battu 3-0, abandonne le titre à son rival,. Les incidents entre supporters conduisent à plus de soixante arrestations. Quelques jours plus tard le Celtic s'incline de nouveau face à son grand rival, en finale de la Coupe. Vengloš démissionne.
Fergus McCann n'a pas assisté à ces derniers incidents en tant que président car conformément à son projet initial, il a quitté le club en février 1999. Son bilan est élogieux : il est parvenu à rétablir la situation financière du club, dont il a remboursé les dettes et multiplié le budget par quatre, il a fait reconstruire le stade, le nombre de spectateurs a doublé et le club a retrouvé le succès sur le terrain. Soucieux d'éviter que le club ne soit privatisé par un petit nombre d'actionnaires, il vend ses parts aux supporters, qui détiennent à son départ entre un tiers et la moitié du capital du club. McCann réalise à cette occasion une plus-value financière substantielle. En partant, il exige que ses propres responsabilités soit partagée sur deux postes : un président, Frank O'Callaghan, et un directeur exécutif, Allan McDonald, nommé en avril.

### Les succès d'O'Neill et de Strachan (1999-2009)
Allan McDonald fait appel à Kenny Dalglish, ancienne gloire du Celtic, qui signe un contrat de sept ans comme directeur technique. L'Anglais John Barnes, tout juste retraité, est nommé entraîneur. Plombé par des transferts catastrophiques, la blessure grave de Larsson et un vestiaire qui se rebelle, Barnes connaît des résultats exécrables et démissionne après une élimination en Coupe face au modeste Inverness Caledonian Thistle. Dalglish reprend l'équipe et la mène à la deuxième place en championnat, loin derrière les Rangers, et à une victoire en Coupe de la Ligue. À l'intersaison, les dirigeants décident cependant de se séparer de Dalglish, qui poursuit ensuite le club en justice.

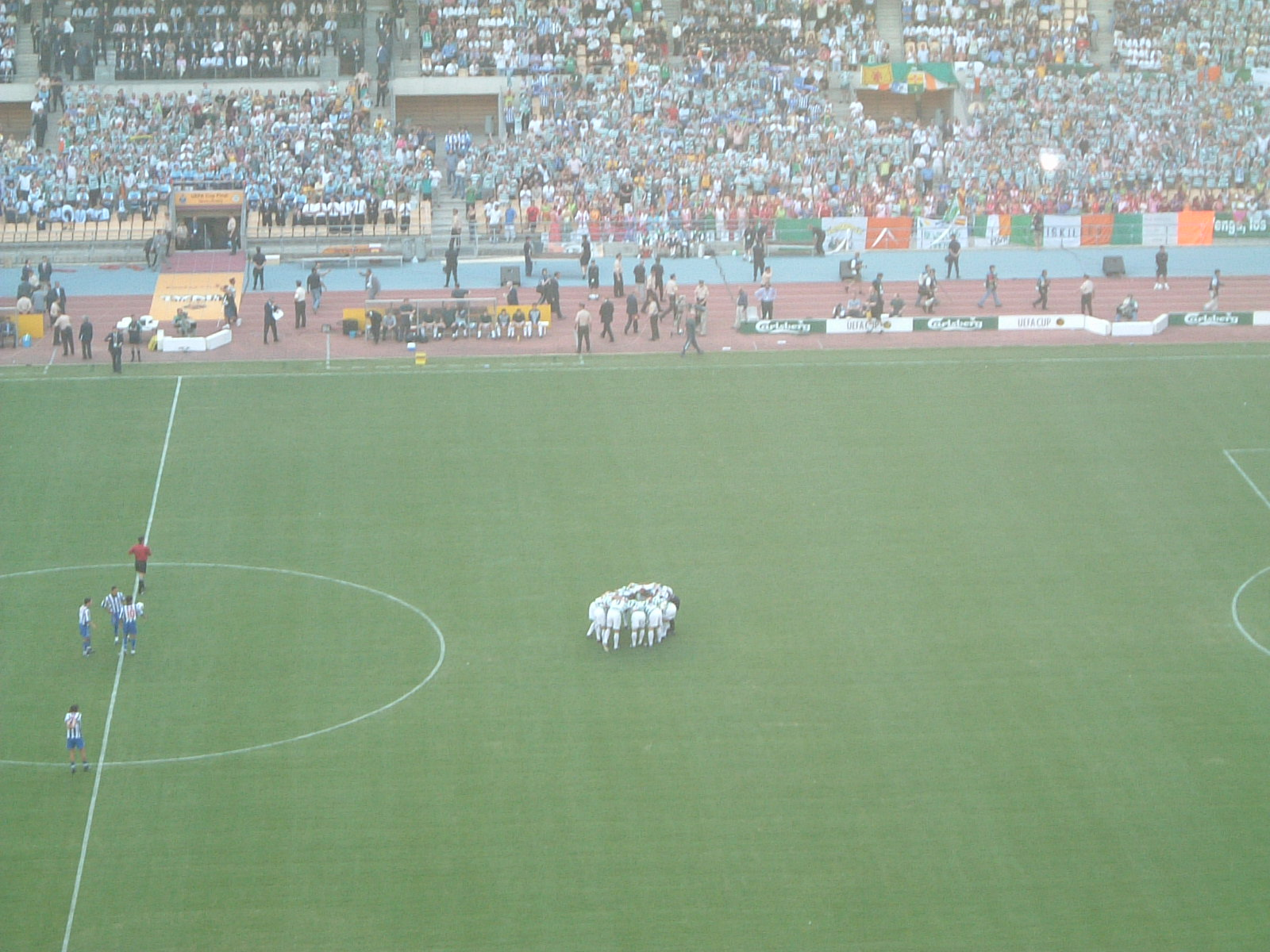
Les Bhoys avant la finale européenne de 2003.

Dermot Desmond, un des hommes forts du conseil d'administration, obtient le recrutement de l'entraîneur nord-irlandais Martin O'Neill. Fragilisé, Allan McDonald part en septembre. O'Neill obtient des moyens importants. En début de championnat le Celtic écrase les Rangers (6-2), ce qui renforce le crédit du nouveau venu et marque symboliquement la fin de la période de domination des Rangers. Portés par l'exceptionnelle efficacité d'Henrik Larsson, soulier d'or européen, les Bhoys réalisent le triplé national championnat-Coupe de la Ligue-Coupe d'Écosse. Ils enlèvent de nouveau le championnat la saison suivante, en remportant 33 des 38 journées.

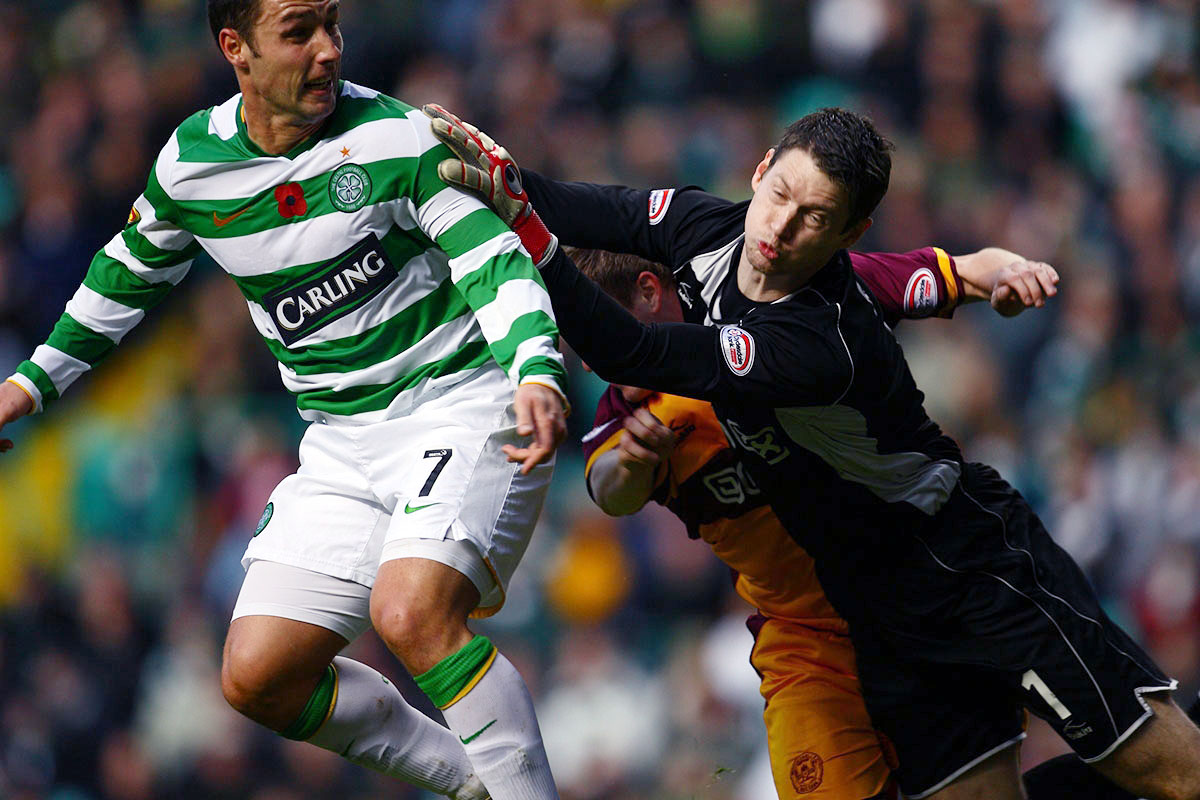
Scott McDonald lors d'un match face à Motherwell en 2008

La saison 2002-2003 démarre sur des bases similaires mais connaît une issue dramatique : qualifié pour la finale de la Coupe UEFA après avoir éliminé VfB Stuttgart, Liverpool et Boavista, le Celtic s'incline face au FC Porto en prolongation (3-2), malgré le soutien de 80 000 supporters ayant fait le déplacement à Séville. Quatre jours plus tard, les Bhoys laissent le championnat au Rangers pour un but de différence, malgré une dernière large victoire.
En 2004, le club remporte de nouveau le championnat et la Coupe mais doit revoir à la baisse ses ambitions financières tandis que Larsson, en fin de contrat, rejoint le FC Barcelone. L'année suivante, le Celtic perd le championnat dans les toutes dernières minutes de son dernier match,. Après une dernière victoire en Coupe d'Écosse, Martin O'Neill annonce son départ pour raisons personnelles.
Son remplaçant est l'ancien Bhoy Gordon Strachan. Son équipe connaît un début de saison poussif mais parvient à reprendre finalement le titre de champion aux Rangers. Malgré la nécessité de réduire la charge salariale, qui conduit au départ des stars John Hartson et Chris Sutton, les coéquipiers du Japonais Shunsuke Nakamura, élu joueur de l’année en 2007, remportent encore le championnat en 2007 et 2008, à l'issue d'un duel haletant avec les Rangers. Ils se qualifient de plus pour les huitièmes de finale de la Ligue des champions en 2007 et 2008, une performance devenue exceptionnelle pour des clubs écossais. À la suite de la perte du titre en 2009, Strachan quitte le club.

### Bataille pour le titre avec les Rangers (2009-2011)
En 2009, le directeur Peter Lawwell débauche à prix d'or l'Anglais Tony Mowbray, un ancien du club ayant fait des débuts d'entraîneur remarqués. Après des débuts prometteurs, son mandat vire au désastre, de sorte qu'il est licencié en mars sur un bilan comparable à celui de John Barnes.
Le banc est repris par l'entraîneur nord-irlandais de la réserve Neil Lennon, ancien capitaine du Celtic. En 2011, son équipe est battue d'un point par les Rangers en championnat mais remporte la Coupe d’Écosse. La saison est cependant marquée par un certain nombre d'incidents extra-sportifs : suspendu plusieurs matchs au cours de la saison pour des raisons disciplinaires, Lennon est visé au printemps par un colis piégé et agressé en plein match par un supporter adverse.

### Domination du football écossais et"nine in a row"(2012-2021)
Lors de la saison 2011-2012, le Celtic est sacré champion avec une avance record sur les Rangers (20 points). À la suite de la relégation administrative des Rangers en 4e division, le Celtic devient le seul maître du football écossais, dont il remporte le championnat en 2013 et en 2014, avec respectivement 16 et 29 points d’avance sur Motherwell FC. En 2014, fâché du manque de moyens à sa disposition pour tenir son rang lors des compétitions européennes, Neil Lennon annonce son départ. Il est remplacé par le Norvégien Ronny Deila qui remporte deux titres de champion en 2015 et en 2016.

#### Ère Brendan Rodgers et les invincibles de 2016-2017 (2016-2019)

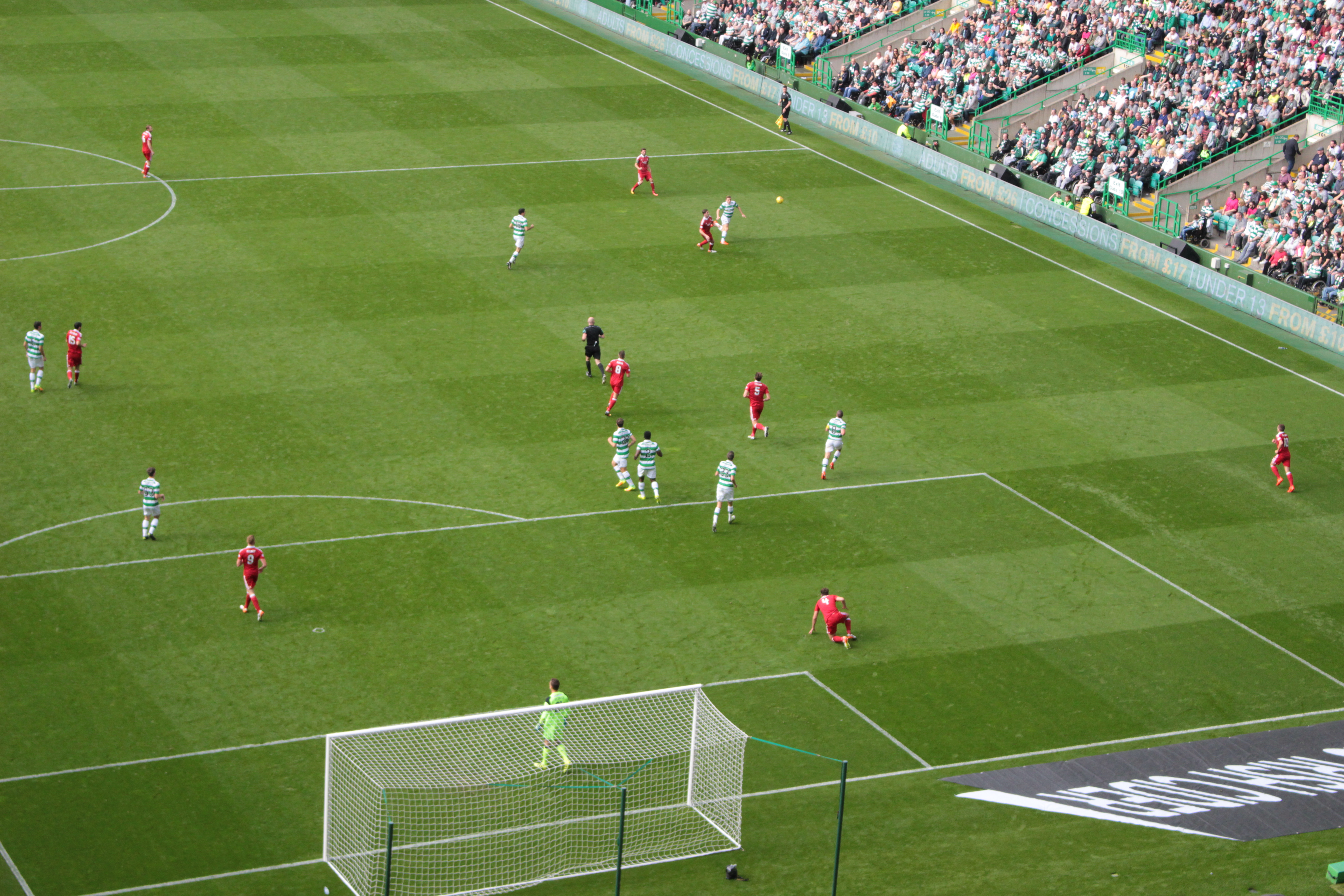
Le Celtic face à Aberdeen en 2016.

Ronny Deila quitte le club et cède sa place au Nord-Irlandais Brendan Rodgers qui s'engage pour une saison. Lors de la quatrième journée de championnat, le Celtic s'impose 5-1 lors du Old Firm, porté par son attaquant Moussa Dembélé, auteur d'un triplé. Plus tard dans la saison les Hoops s'offriront même le luxe de l'emporter une nouvelle fois 5-1, cette fois-ci à Ibrox, la plus large défaite des Rangers à domicile depuis 1915, et la plus cinglante contre le Celtic à Ibrox depuis 1897.
Cette saison-là le Celtic fait un parcours exceptionnel, ne perdant aucune rencontre en 38 journées, une première dans l'histoire du championnat. Avec 34 victoires (un record en Écosse) et 4 matchs nuls le Celtic est sacré champion avec 106 points, un total inédit en Europe. Le trio Scott Sinclair-Moussa Dembélé-Stuart Armstrong comptabilise, quant à lui, 53 buts.
Le Celtic s'offre également le quatrième triplé de son histoire en remportant également les deux coupes nationales à l'issue de cette saison 2016-2017. Son centième trophée est décroché avec la victoire sur le score de 3-0 en finale de la Coupe de la Ligue contre Aberdeen. Une 37e Coupe d'Écosse est remportée, aux dépens du même adversaire, venant parachever une saison historique pour les Hoops. Le 26 février 2019, Brendan Rodgers est nommé nouvel entraineur de Leicester City.

### Fin de la domination (2021-)
Pour remplacer Rodgers, Neil Lennon fait son retour sur le banc des Hoops.
Le 23 février 2021, après une défaite 1-0 sur le terrain de la lanterne rouge Ross County qui relègue le Celtic à dix-huit points des Rangers, il annonce sa démission.
Durant l'été 2021, le club annonce la nomination de Ange Postecoglou au poste d'entraineur. Celui-ci connaîtra le succès et amènera le club au titre et au gain de coupe nationale sans pour autant avoir de succès en Europe, Rodgers revient au club le remplacer pour un départ vers Tottenham, ce dernier permet au club d’enchaîner un 3e titre de rang, une coupe d’écosse et de redevenir un club qui gagne des matches en C1. Le Celtic redevient en 2024/2025 le club le plus titré sur le plan national devant les Rangers son rival de toujours, récompensant une régularité et l’obtention de plusieurs titres chaque années de façon quasi discontinue depuis 13 ans.

## Résultats sportifs

### Compétitions nationales et internationales

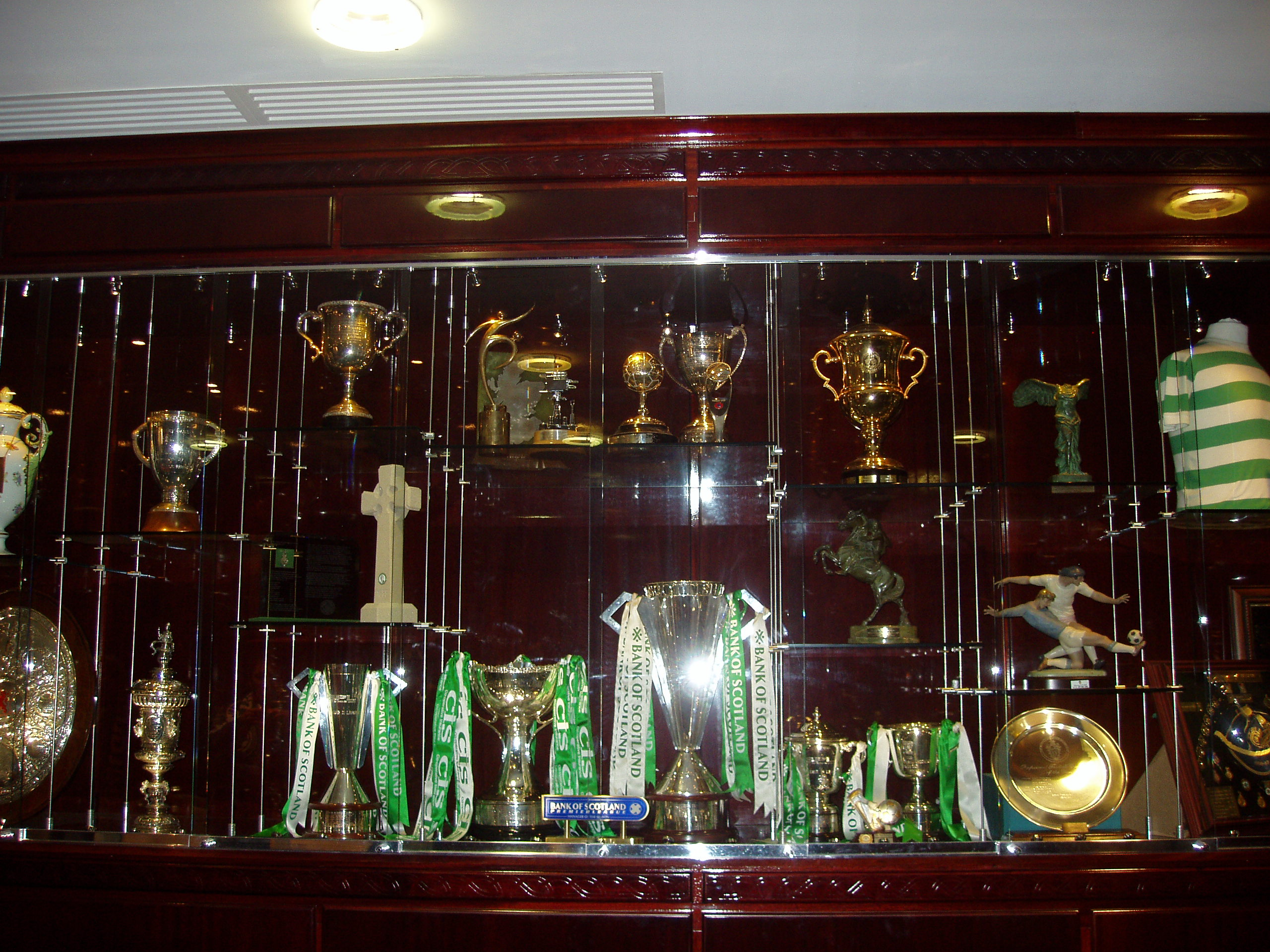
Vitrine des trophées du Celtic FC.

Le tableau suivant liste le palmarès du Celtic Football Club dans les différentes compétitions officielles aux niveaux national, international et régional. Avec 55 titres de champion d’Écosse, le Celtic est le plus titré du pays avec son rival de Glasgow, le Rangers FC, avec lequel il se partage la très grande majorité des titres nationaux depuis la création du championnat en 1890.
Sur le plan continental, lorsqu'il remporte la Coupe des clubs champions européens en 1967, le Celtic est le premier club britannique à inscrire son nom au palmarès de la compétition, après le Real Madrid, le Benfica et les Italiens de l'AC Milan et de l'Inter Milan. Jusqu'en 1974, le club reste l'un des meilleurs clubs européens, apparaissant chaque saison dans le top 6 du classement au coefficient UEFA, calculé d'après les dernières performances en compétitions européennes, accédant même au deuxième rang derrière l'Ajax Amsterdam en 1973 et 1974.
De 2005 à 2007, le Celtic pointe entre les 22 et 24e rang du classement européen. C'est là son meilleur classement depuis le début des années 1980.
| Compétitions nationales | Compétitions internationales |
| --- | --- |
| - Championnat d'Écosse (55) - Champion : 1893, 1894, 1896, 1898, 1905, 1906, 1907, 1908, 1909, 1910, 1914, 1915, 1916, 1917, 1919, 1922, 1926, 1936, 1938, 1954, 1966, 1967, 1968, 1969, 1970, 1971, 1972, 1973, 1974, 1977, 1979, 1981, 1982, 1986, 1988, 1998, 2001, 2002, 2004, 2006, 2007, 2008, 2012, 2013, 2014, 2015, 2016, 2017, 2018, 2019, 2020, 2022, 2023, 2024, 2025 - Coupe d'Écosse (42) - Vainqueur : 1892, 1899, 1900, 1904, 1907, 1908, 1911, 1912, 1914, 1923, 1925, 1927, 1931, 1933, 1937, 1951, 1954, 1965, 1967, 1969, 1971, 1972, 1974, 1975, 1977, 1980, 1985, 1988, 1989, 1995, 2001, 2004, 2005, 2007, 2011, 2013, 2017, 2018, 2019, 2020, 2023 et 2024 - Finaliste : 1889, 1893, 1894, 1901, 1902, 1926, 1928, 1955, 1956, 1961, 1963, 1966, 1970, 1973, 1984, 1990, 1999, 2002, 2025 - Coupe de la Ligue (22) - Vainqueur : 1957, 1958, 1966, 1967, 1968, 1969, 1970, 1975, 1983, 1998, 2000, 2001, 2006, 2009, 2015, 2017, 2018, 2019, 2020, 2022, 2023, 2025 - Finaliste : 1965, 1971, 1972, 1973, 1974, 1976, 1977, 1978, 1984, 1987, 1991, 1995, 2003, 2011, 2012 | - Coupe des clubs champions européens (1) - Vainqueur : 1967 - Finaliste : 1970 - Coupe UEFA - Finaliste : 2003 - Coupe Intercontinentale - Finaliste : 1967 |

### Records
Le Celtic est le tenant du record d'invincibilité au Royaume-Uni avec 69 matchs (dont 60 victoires) disputés entre le 15 mai 2016 et le 17 décembre 2017,. Le Celtic est également le tenant du record d’invincibilité à domicile (Championnat d'Écosse, Ligue des champions, Coupe de l'UEFA, Coupe d'Écosse, Coupe de la Ligue), avec 77 matchs entre 2001 et 2004.

### Trophées amicaux

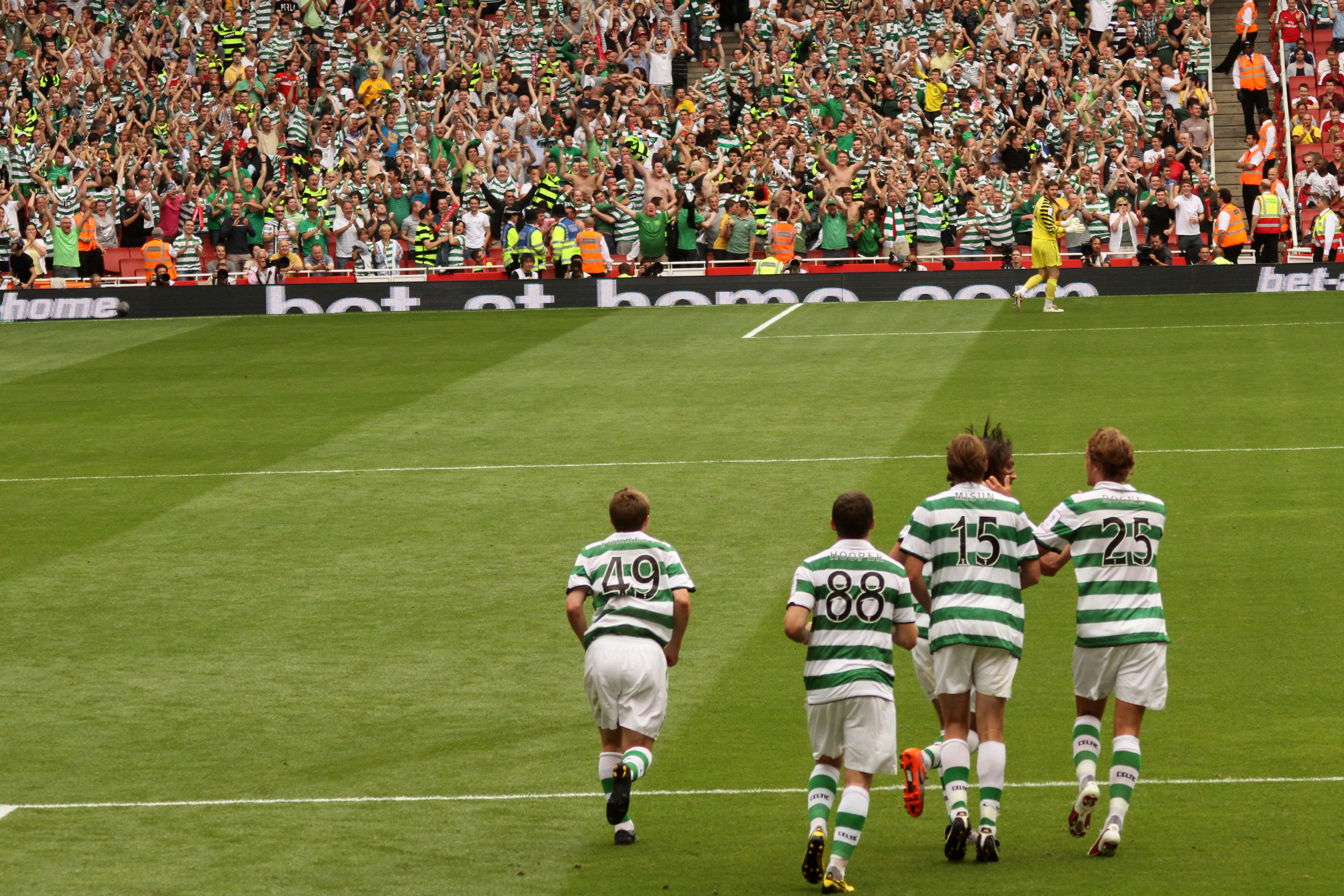
Célébration d'un but en compétition amicale.

Le Celtic a remporté de nombreuses compétitions régionales et tournois amicaux. Le tournoi le plus emblématique est la Glasgow Cup, une compétition d'avant-saison qui a opposé régulièrement à partir de 1887 des clubs de la région de Glasgow. Cette compétition a vu son prestige décliner progressivement après-guerre, jusqu'à disparaître définitivement en 1988. Elle réapparaît en 2008 en tant que compétition de jeunes.
| Compétitions régionales et tournois amicaux |
| --- |
| - Glasgow Cup (1887-1988) (29) : 1891, 1892, 1895, 1896, 1905, 1906, 1907, 1908, 1910, 1916, 1917, 1920, 1921, 1927, 1928, 1929, 1931, 1939, 1941, 1949, 1956, 1962, 1964, 1965, 1967, 1968, 1970, 1975, 1982 - Glasgow League (1) : 1899 - Inter City League (1) : 1900 - British League Cup (1) : 1902 - Empire Exhibition Trophy (1) : 1938 - Saint Mungo Cup (1) : 1951 - Coronation Cup (1) : 1953 - Drybrough Cup (1) : 1974 - World of Soccer Cup (1) : 1977 - Tennents' Sixes (1) : 1992 |

### Équipe réserve
| Compétitions des réserves |
| --- |
| - Scottish Reserve League (9) - Vainqueur : 1895, 1959, 1960, 1961, 1963, 1965, 1966, 1970 et 1971 - Scottish Football Alliance (4) - Vainqueur : 1922, 1934, 1937 et 1938 - Premier Reserve League (6) - Vainqueur : 1980, 1981 (West), 1985, 1991, 1994 et 1995 - Scottish Premier Reserve League (8) - Vainqueur : 2002, 2003, 2004, 2005, 2006, 2007, 2008, 2009 |

Dès les premières années, le Celtic, comme les autres clubs écossais, met en place une équipe réserve, qui regroupe les joueurs n'évoluant pas en équipe première et des jeunes joueurs en devenir. Son entraîneur est en général un ancien joueur du club, à qui cette charge sert de tremplin avant de prendre en main une équipe professionnelle. C'est par exemple le cas de Neil Lennon, nommé entraîneur de l'équipe première en mars 2010, remplacé à la tête de la réserve par son prédécesseur Willie McStay puis par Danny McGrain.
Un des premiers résultats connus de l'équipe réserve du Celtic FC remonte à 1891, quand elle remporte la Scottish 2nd XI Cup face à la réserve de St Mirren sur le score record de 13-1. L'équipe participe par la suite à la première édition de la Scottish Reserve League en 1895 (qu'elle remporte), puis à la Scottish Football Combination la saison suivante.
En 1919, le Celtic intègre la Scottish Football Alliance, une ancienne compétition qui renaît pour accueillir les équipes réserves. Inscrits de 1919 à 1922 puis de 1930 à 1938, les Bhoys remportent le trophée en 1922, 1934, 1937 et 1938. La compétition, qui accueille de plus en plus d'équipes premières de clubs plus modestes à la suite de la disparition de la troisième division, est finalement quittée en 1938 par les réserves professionnelles, qui relancent la Scottish Reserve Football League, bâtie sur le modèle de la première division. La compétition est interrompue pendant la guerre. En 1949, elle est fondue dans la C Division, qui mêle dès lors réserves et clubs plus modestes au sein de deux groupes régionaux, le Celtic étant inscrit au sein de la South & West Section. En 1955, les grands clubs reprennent leur indépendance et recréent la Scottish (Reserve) League pour leurs équipes réserves. Les Celts remportent le trophée à huit reprises (1959, 1960, 1961, 1963, 1965, 1966, 1970 et 1971), ainsi que la Scottish (Reserve) League Cup cinq fois.
En 1975, la compétition est remodelée et devient la Premier Reserve League, en référence à la Premier Division qui vient d'être fondée. Le Celtic se partage avec les Rangers la domination sur le championnat, qu'il remporte en 1980, 1981 (West), 1985, 1991, 1994 et 1995.
En 1998, les clubs de l'élite fondent la Scottish Premier League et le championnat des réserves devient la Scottish Premier Reserve League, réservée d'abord aux joueurs de moins de 21 ans. Le Celtic, dont l'équipe réserve évolue à l’Excelsior Stadium, résidence habituelle d'Airdrie United, remporte la compétition en 2002, 2003 et 2004. La compétition est alors rouverte à tous les joueurs de l'équipe réserve, sans limite d'âge. Les Bhoys en remportent toutes les éditions jusqu'en 2009, avant qu'elle ne soit finalement interrompue, notamment pour des raisons budgétaires.
Bien qu'elle ne participe plus à de championnat officiel à partir de 2009, l'équipe réserve n'a pas été fermée et dispute régulièrement des matchs amicaux contre ses homologues de Grande-Bretagne.

### Équipes de jeunes
| Compétitions de jeunes |
| --- |
| - Championnat d'Écosse des moins de 18/19/20 ans (11) - Vainqueur : 2000, 2003, 2004, 2005, 2006, 2010, 2011, 2012, 2013, 2014, 2016 - Scottish Youth Cup (moins de 19 ans) (15) - Vainqueur : 1984, 1987, 1989, 1996, 1997, 1999, 2003, 2005, 2006, 2010, 2011, 2013, 2015, 2017 - Glasgow Cup (moins de 17 ans) (7) - Vainqueur : 2008, 2011, 2014, 2015, 2016, 2017, 2019 |

Le club dispose également de deux équipes de jeunes disputant un championnat national : les moins de 19 ans et les moins de 17 ans.
En 1998, lorsque les clubs de l'élite fondent la Scottish Premier League, ils lancent en parallèle la « Scottish Premier Under-18 League », qui oppose les équipes de moins de 18 ans. Le Celtic remporte le championnat en 2000 et 2003, avant qu'il ne soit étendu aux joueurs de 19 ans et rebaptisé « Scottish Premier Under-19 League ». Les Bhoys enlèvent la nouvelle compétition en 2004, 2005, 2006, 2010, 2011 et 2012. Le championnat est de nouveau étendu aux joueurs de 20 ans et est créée la « Scottish Premier Under-20 League » en 2012-2013. Le Celtic remporte les deux seules éditions de ce championnat, en 2013 et en 2014. La saison 2014-15 voit naître la SPFL Development League. Le championnat est remporté en 2016.
Par ailleurs, le club dispute la Scottish Youth Cup, une Coupe nationale créée en 1983. Le Celtic l'a remportée quinze fois de 1984 à 2017, un record.
L'équipe des moins de 17 ans dispute la Glasgow Cup, une compétition emblématique d'avant-guerre abandonnée en 1987 et relancée en 2008 comme compétition de jeunes pour les clubs de Glasgow. Les Bhoys remportent leur sixième trophée en 2017.

### Équipe féminine
| Compétitions féminines |
| --- |
| - Championnat d'Écosse - Vice-champion : 2009 et 2010 - Coupe d'Écosse - Finaliste : 2008 - Coupe de la Ligue écossaise (1) - Vainqueur : 2010 - Finaliste : 2017 et 2018 |

En 2007, le club intègre en son sein l'Arsenal North Ladies Football Club pour en faire l'équipe première de sa nouvelle section féminine.
Pour sa première saison, l'équipe atteint la finale de la Coupe d’Écosse féminine, puis termine à la deuxième place du championnat d'Écosse en 2010 derrière Glasgow City LFC. Les joueuses remportent finalement leur premier titre en 2010 en battant Spartans en finale de la Coupe de la Ligue.

## Image et identité

### Couleurs et symbole
| Maillot initial | De 1889 à 1902 | De 1903 à 1932 | Depuis 1965 |

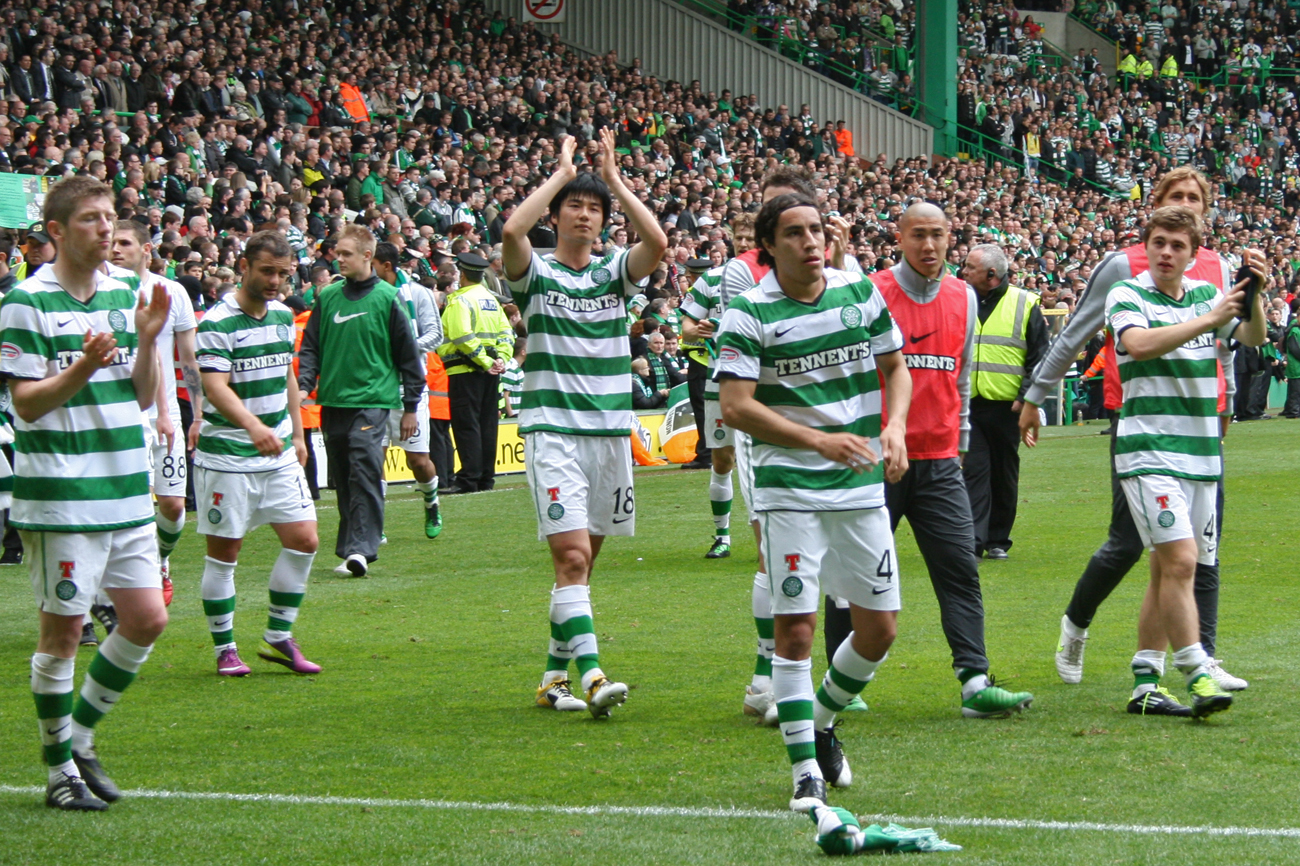
Les joueurs du Celtic dans les couleurs traditionnelles du club.

Le premier jeu de maillots du Celtic Football Club est blanc à col vert, avec en guise d'écusson une croix celtique de couleur rouge ; le short est noir et les chaussettes vertes. Le passage aux rayures vertes, couleur symbolique de l'Irlande, et blanches se fait début 1889. D'abord verticales, les rayures deviennent horizontales à l'été 1903. Les grands succès connus par le club les années suivantes favorisent l’adoption définitive de ce maillot par le club et ses supporters. D'abord noirs, le short et les bas passent progressivement au blanc et au vert. Au milieu des années 1990, le dessin des rayures est un temps modifié (avec une alternance de fines et de larges rayures vertes), mais cette excentricité ne dure pas.
Fidèle à la volonté du président Bob Kelly, le club a refusé aussi longtemps que possible de « corrompre » ses fameuses rayures blanches et vertes par l'ajout des numéros sur le dos des maillots. Ainsi dans les années 1970 et 1980, à la différence de leurs adversaires, les Bhoys ne portent leurs numéros que sur le short. Si les dirigeants du Celtic sont obligés de se plier aux usages lors des compétitions européennes à partir de 1975, ce n'est qu'en 1994 qu'ils le font en championnat.

L'écusson du centenaire du club contient une croix celtique.

Bien que le premier maillot du Celtic arborait une croix celtique, les premiers documents du club utilisent comme symbole une harpe celtique, instrument de musique répandu en Irlande, sur un fond bleu. À partir des années 1950, le Celtic se met à utiliser le trèfle, symbole de l'Irlande, comme emblème : il s’inspire en cela de l’exemple du Bonnbridge Celtic Supporters’ Club qui autorise les dirigeants à reprendre leur idée.
En 1977, le principe d'un écusson fait son retour sur le maillot, sous forme d'un trèfle à quatre feuilles inscrit dans un cercle vert et blanc sur lequel est écrit « THE CELTIC FOOTBALL & ATHLETIC COY. LTD. » et la date de fondation du club (1888). En 1988-1989, pour le centenaire du club, le trèfle est remplacé le temps d'une saison par une croix celtique verte inscrite dans un cercle. À la suite du rachat du club par McCann, la dénomination officielle du club change, et son image suit logiquement : à partir de la saison 1994-1995, le libellé de l'écusson devient « The Celtic Football Club ».
En 2003, le Rangers FC remporte son 50e titre de champion d’Écosse (contre 38 au Celtic) et fête l'événement en surmontant son écusson de cinq étoiles rouges la saison suivante. En réaction, le Celtic célèbre le 40e anniversaire de la victoire en Coupe d'Europe, en 2007, par l'ajout d'une étoile dorée au-dessus de son écusson, qui a été depuis conservée.

### Style de jeu
En 2008, Dermot Desmond, l'actionnaire majoritaire du Celtic, explique que les joueurs du Celtic se doivent de développer un jeu « passionné et énergique, élégant et créatif » : les supporters viennent non pas pour voir un football défensif mais un « jeu rapide et habile ».
Cette exigence est à rapprocher de la célèbre qualité du jeu déployée par l'équipe de Jock Stein, vainqueur de la Coupe d’Europe en 1967. Cette dernière est généralement disposée dans un 4-2-4 exploitant au maximum les ailes, les latéraux venant au soutien des ailiers. Son jeu offensif fluide et efficace, un aspect cher à l'entraîneur Jock Stein, est parfois même qualifié de flamboyant.

### Surnoms

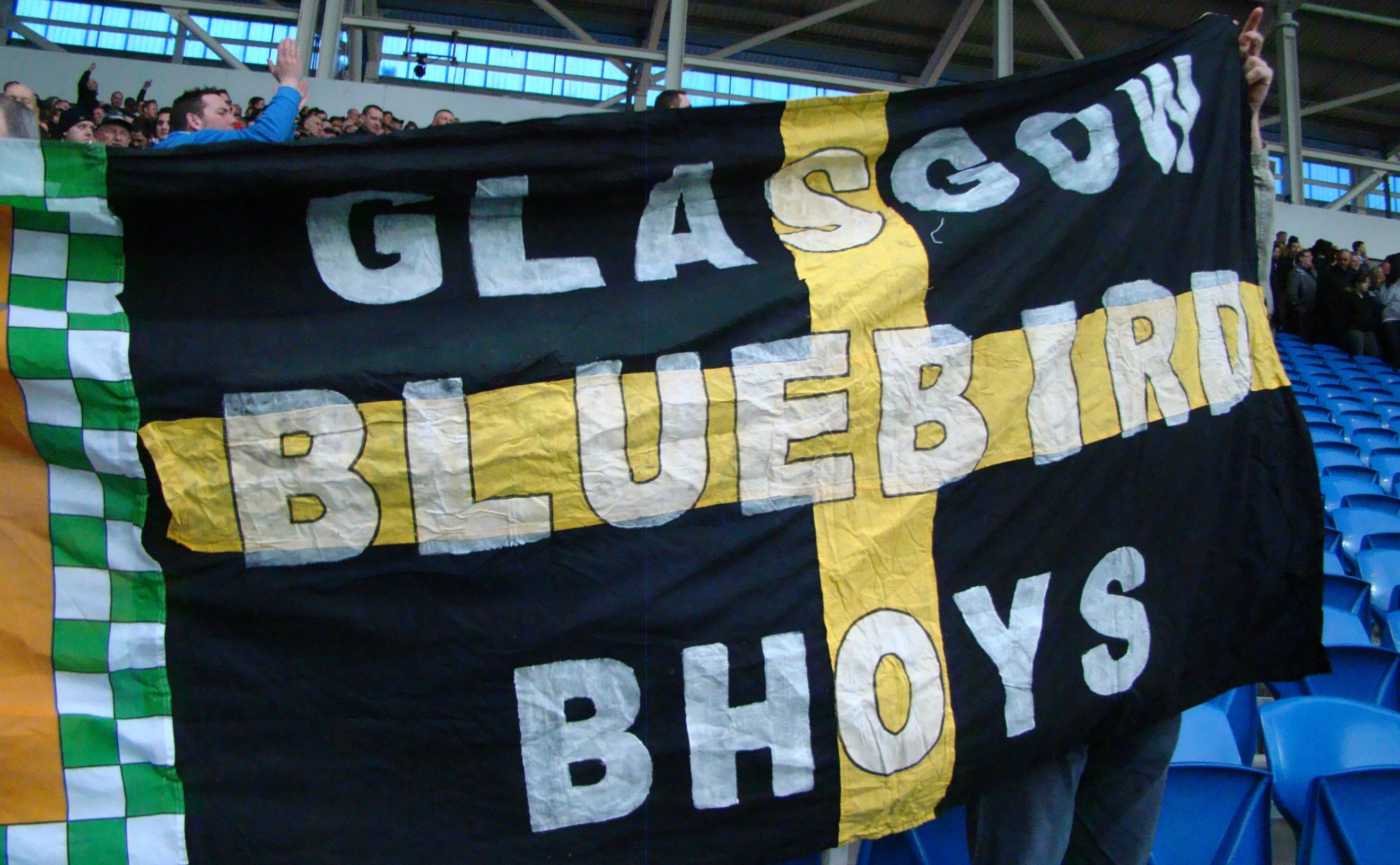
Drapeau d'une équipe de Bhoys de Glasgow.

L'une des expressions les plus populaires pour désigner les joueurs et sympathisants du club est « the Bhoys ». Elle reprend le terme anglais boys (« garçons » en français), utilisé largement par les équipes de football de l'époque, auquel est ajoutée la lettre H, en référence à la prononciation de la langue irlandaise. On retrouve notamment l'expression « the bould bhoys » sur une carte postale du Celtic datant du début du XXe siècle, déformation de « the bold boys » (« les audacieux garçons » en français).
On trouve également dans les médias les expressions « The Hoops », référence aux bandes horizontales vertes caractéristiques du maillot du Celtic depuis 1913, et « The Celts », diminutif du nom du club.
Enfin les supporters sont parfois surnommés « The Tims », en référence aux Tim Malloys, un gang de jeunes catholiques de Glasgow (basé à Calton) qui affrontait dans les années 1920 ses homologues protestants.

### Culture irlandaise

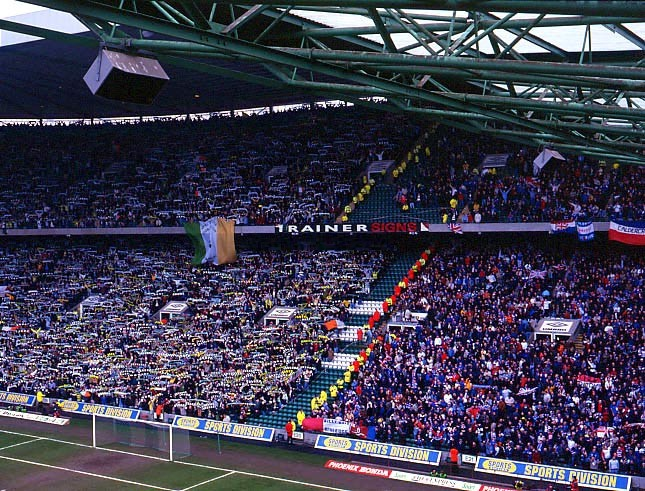
Des drapeaux irlandais au Celtic Park, durant un Old Firm.

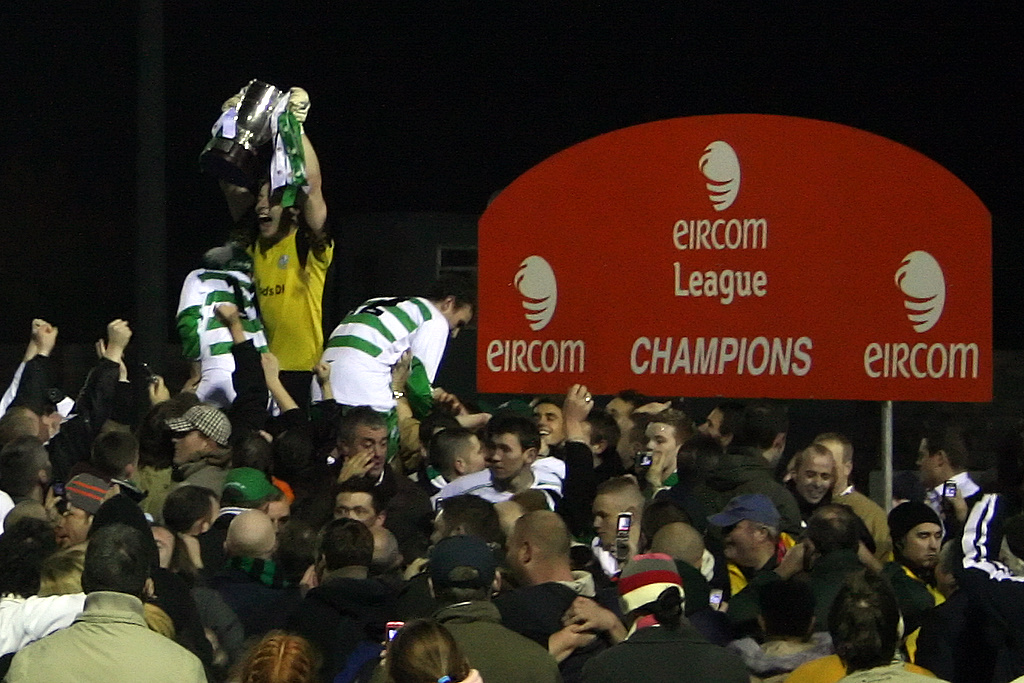
Les Shamrock Rovers de Dublin portent le même maillot.

Le Celtic FC est vu par ses supporteurs d'origine irlandaise comme un facteur d'identité culturelle. Dès 1892, lors de l'inauguration du stade à Parkhead, le club invite le syndicaliste et homme politique travailliste irlandais Michael Davitt, à jeter de la terre irlandaise dans le rond central. Radical socialiste fier de sa culture irlandaise mais opposé à tout sectarisme, Davitt personnifie alors les valeurs dont le Celtic se veut porteur.
L'entraide et la solidarité, à l’origine de la création du club, sont des notions restées vivaces au sein de la communauté des supporteurs du Celtic, et plus généralement celle des immigrés irlandais de Glasgow. Elles expliquent selon certains le succès populaire de la vente des parts du club au grand public en 1994, alors que l’avenir de l'institution est menacé par ses difficultés financières.
En 1999, le président Frank O’Callaghan rappelle dans le rapport annuel du club qu'en dehors de son activité de football, le Celtic est une « institution sociale », qui doit veiller aux responsabilités qui lui incombent. Le Celtic plc participe par conséquent à nombre de programmes de développement via le Celtic Charity Fund, fondé par Fergus McCann en 1995 pour revitaliser la tradition d'entraide du club.
La popularité du Celtic en Irlande est illustrée par la création du Belfast Celtic FC en 1891, qui s’inspire délibérément de son aîné en en reprenant les valeurs, les couleurs et même le nom de son stade. Le club de Belfast remporte quatorze titres de champion d'Irlande puis d'Irlande du Nord jusqu’en 1948, quand la répétition d’incidents avec les supporteurs unionistes (notamment ceux de Linfield, l’autre grand club du pays) contraignent ses dirigeants à arrêter ses activités.
Ces derniers entretiennent alors des liens particuliers avec le Shamrock Rovers Football Club, fondé en 1901 à Dublin. Lorsque ces derniers intègrent en 1922 le tout jeune championnat d’Irlande (créé l’année précédente à la suite de la guerre civile irlandaise), ils optent logiquement pour le même maillot que leurs deux glorieux aînésavec lequel ils remportent un dix-huitième titre de champion en 2020.
En Irlande du Nord, la popularité du Celtic perdure tout au long du XXe siècle comme le démontre en 1970, en plein cœur du conflit nord-irlandais, la création à Belfast du Donegal Celtic Football and Social Club, en lieu et place du Belfast Celtic disparu en 1949. Le club adopte à son tour les couleurs du club écossais et en reprend le nom du stade.

## Infrastructures

### Stade

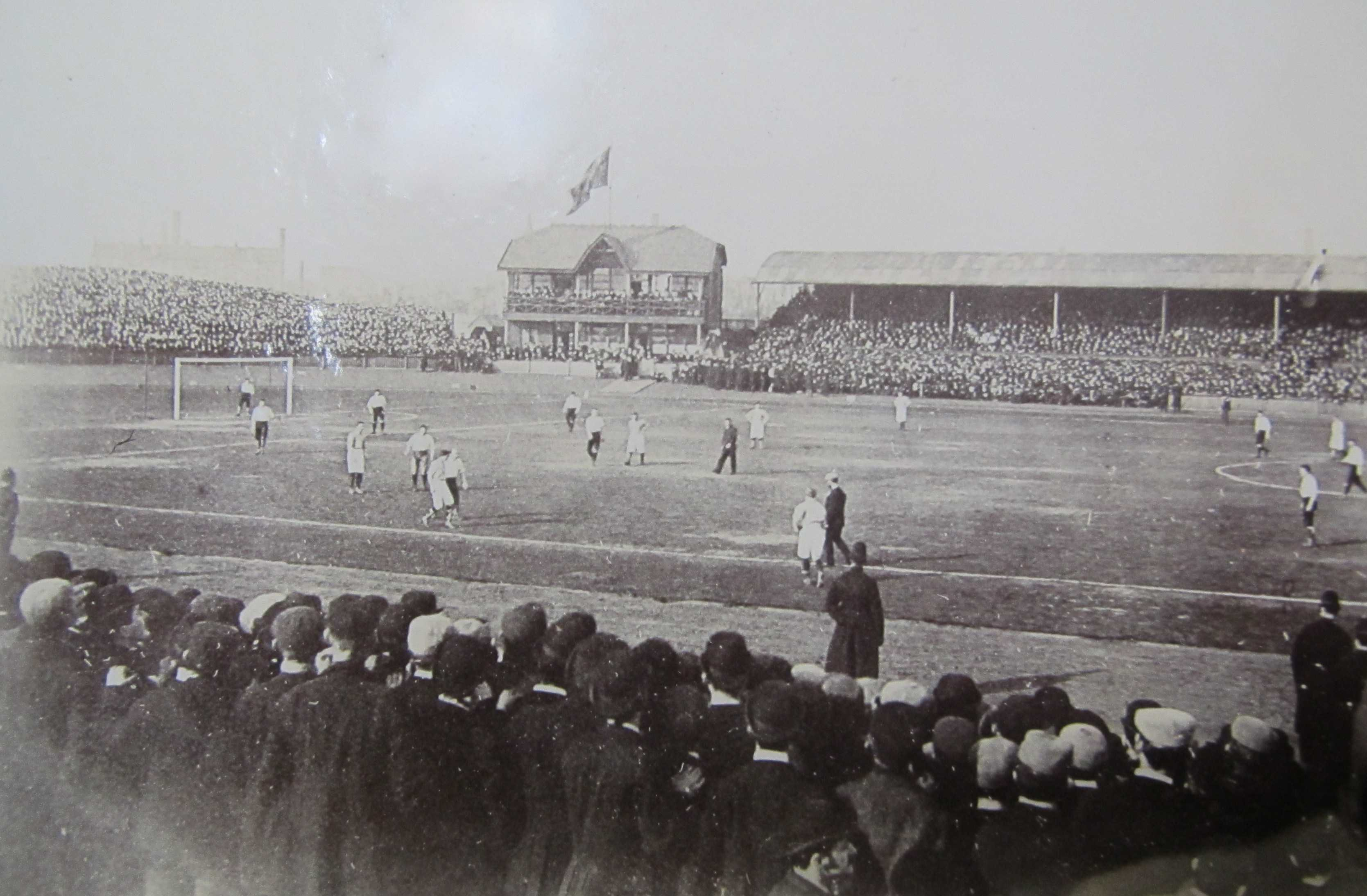
En 1894, 40000 spectateurs assistent à Écosse-Angleterre au Celtic Park.

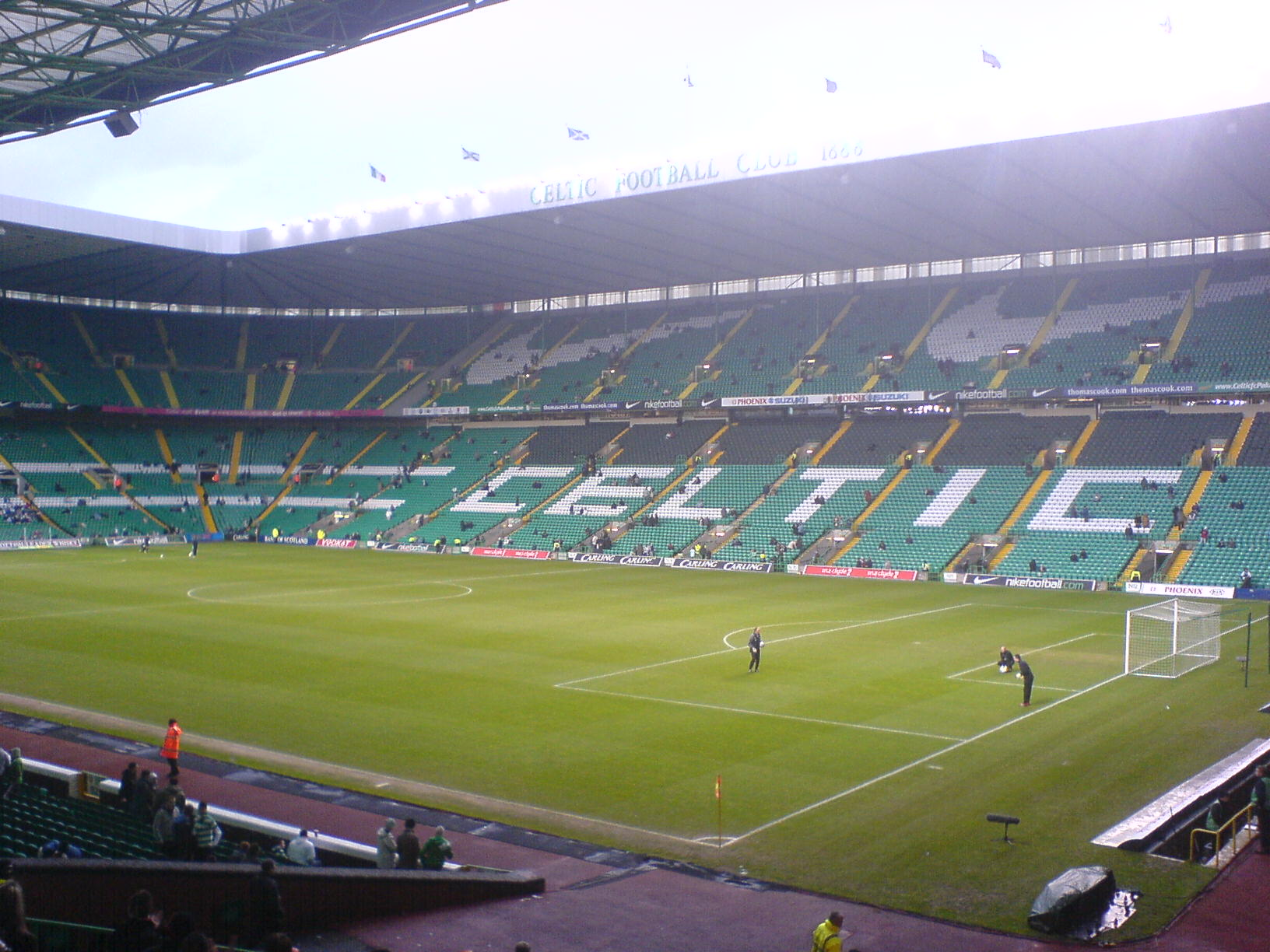
Vue intérieure du Celtic Park en 2007.

Le 13 novembre 1887, une semaine après sa fondation, le Celtic Football Club loue six acres près du Janefield Street cemetery. Il y établit son terrain, autour duquel des tribunes sont installées par les sympathisants du club réunis par le frère Walfrid. Le 8 mai 1888, le « Celtic Park » est inauguré lors d'un match entre Hibernian et Cowlairs devant 5 000 spectateurs, qui précède de trois semaines le premier match de l'histoire du Celtic, face au Rangers FC.
Quatre ans plus tard, le propriétaire du terrain exige une forte augmentation de loyer, qui conduisent les dirigeants à déménager le club sur le site d'une ancienne briqueterie à proximité. Des centaines de volontaires participent au terrassement du terrain et à l'édification d'installations, de sorte que le nouveau Celtic Park est inauguré le 13 août 1892. Il est alors un des stades les plus grands du Royaume-Uni : en avril 1894, une foule « sans précédent » de 40 000 personnes y assiste au match entre l'Écosse et l'Angleterre.
Surnommé Parkhead, du nom du quartier où il se situe, ou Paradise par les supporters du club, le stade est progressivement agrandi au cours du XXe siècle. Il fixe son record d'affluence à 92 000 spectateurs, réunis le 1er janvier 1938 lors du derby contre le Rangers FC.
Cependant la popularité du club est telle que le Celtic Park ne suffit pas toujours à satisfaire les demandes. Le club déménage parfois pour ses matchs de prestige (notamment en Coupe d'Europe) au Hampden Park, le stade national, capable d'accueillir jusqu'à 150 000 spectateurs. C'est là qu'il fixe ses records d'affluence à 146 433 spectateurs, lors de la finale de Coupe d’Écosse remportée en 1937 contre Aberdeen FC, et 136 505 spectateurs en demi-finale de la Coupe d'Europe face à Leeds United en 1970.
Au début des années 1990, confrontés aux exigences du rapport Taylor, les dirigeants imaginent plusieurs projets de construction d'un nouveau stade, mais se trouvent incapables de le financer. À son arrivée en 1994, Fergus McCann trouve un stade vétuste et déserté, dont la capacité est limitée à 35 000 places, en partie en « configuration debout ». Sa première décision est de lancer la reconstruction du stade, qui nécessite le déménagement de l'équipe au Hampden Park lors de la saison 1994-1995. Quatre ans plus tard, le Celtic Park est une enceinte flambante de 60 857 places assises, ce qui en fait le deuxième plus grand stade d'Écosse, derrière Murrayfield Stadium. Trois des quatre tribunes ont été reconstruites sur deux étages, celles derrière chaque but étant rebaptisées « Jock Stein » et « Lisbon Lions » en référence aux légendes du club.

### Centre d'entraînement

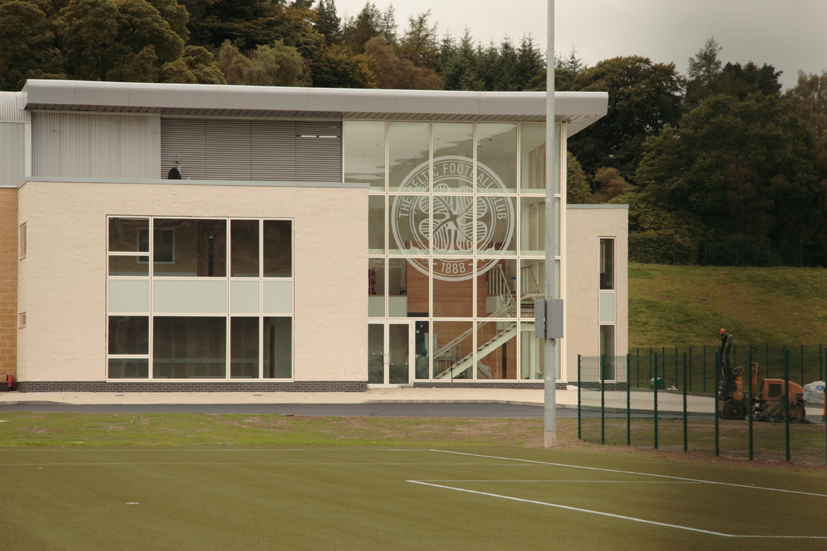
Bâtiment principal du Lennoxtown Center.

Les installations du club ont longtemps été minimalistes. En 1960, Jock Stein, alors entraîneur de la réserve, obtient l'aménagement de terrains à Barrowfield, un quartier modeste à proximité du Celtic Park. Ils restent le centre d'entraînement du club jusqu'au début des années 2000. Bien qu'apprécié des joueurs et des membres du club, la modestie et la vétusté des installations, dénoncées par les entraîneurs et même par le sélectionneur de l'équipe nationale écossaise Berti Vogts en 2004, ainsi que la construction de centres d'entraînement modernes par les clubs concurrents (Rangers FC et Hearts FC), rendent nécessaire l'amélioration des installations du club.
En 2005, une émission d'actions permet de lever 15 millions de livres sterling dans cet objectif. Un terrain de 19 hectares est bientôt acheté à Lennoxtown, dans le East Dunbartonshire. Après un an de travaux, le nouveau centre est inauguré en octobre 2007. Situé à une demi-heure de route au nord de Glasgow, le Lennoxtown Training Center abrite le centre d'entraînement des professionnels, ainsi que le centre de formation du club (dont une résidence d'hébergement), des bureaux administratifs, des salles de presse, etc.
Bâti en deux temps pour environ 8 millions de livres, le centre dispose de cinq terrains d'entraînement, dont un synthétique et un terrain d'intérieur, et toutes les installations nécessaires à l'entretien physique et au suivi médical des joueurs. L'équipe féminine du Celtic y évolue également.

## Aspects socio-économiques

### Statut
Pour faire face aux coûts inhérents à un club de football professionnel, les dirigeants du Celtic fondent le 16 avril 1897 la Celtic Football & Athletic Company Limited, une private limited liability company (la forme de société à responsabilité limitée en vigueur en Écosse à cette époque) au capital de 5 000 livres sterling divisé en actions de 1 £. La première réunion du conseil d'administration a lieu le 17 juin au Annfield Hall, dans le quartier de Gallowgate, au cours de laquelle John McLaughlin est élu président.
Le club ne change pas de forme juridique pendant près d’un siècle, sa propriété restant dans les mains des mêmes familles (Kelly, White et Grant) d’entrepreneurs issus d'East End. Leurs héritiers laissent le club être distancé par ses concurrents dans les années 1980, aussi bien sur la scène nationale que sur la scène européenne. Au début des années 1990, le club fait face à une crise importante, que ce soit sur les plans sportif (le club termine au-delà de la deuxième place de 1989 à 1995), financier et managérial, qui met en danger son avenir proche.

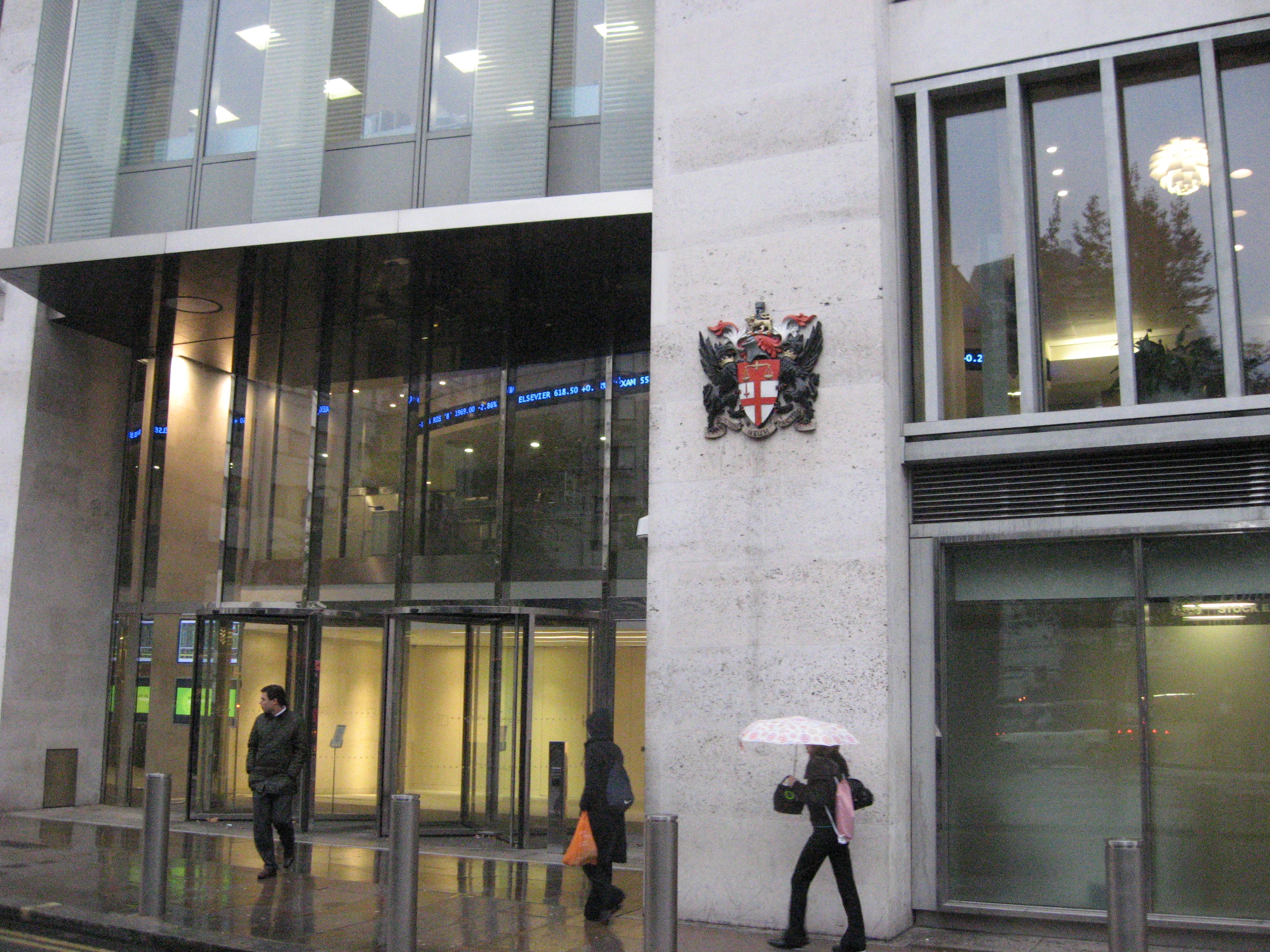
Entrée de la bourse de Londres, où est cotée l'action Celtic plc.

Début 1994, la situation est telle qu'une banqueroute est envisagée. L'homme d'affaires canadien Fergus McCann prend alors le contrôle du club avec l'aide de plusieurs associés, et refonde la société dans une Public limited company dénommée Celtic PLC, une société ouverte à responsabilité limitée qu'il enregistre à la bourse de Londres. Outre l'équipe professionnelle, la société gère l'activité du Celtic Park, développe la marque Celtic en marchandisage, propose des services événementiels, finance l'école de football, etc.
Début 1995, 40 % des parts de Celtic PLC sont cédées au grand public : 10 500 supporters acquièrent les actions en vente, l'opération est un franc succès. À son départ en 1999, McCann vend au grand public les 51 % qu'il détient du club, soit 14,4 millions d'actions évaluées à 280 pence chacune. Le nombre de supporters-actionnaires est alors évalué à 16 000, leur pourcentage dans le capital du club entre 35 et 50 %, soit bien plus que ce qu'ont pu atteindre les autres clubs de football cotés en bourse.
Après être grimpé à plus de 320p, le cours de l'action chute au début des années 2000. Depuis 2002, il reste généralement compris entre 40 et 60 pence.

### Aspects financiers
Alors que le Celtic est un des plus grands clubs européens au début des années 1970, ses dirigeants ne parviennent pas à l'accompagner dans la vague de développement économique que connaît le football dans les années 1980. En 1989, le budget annuel du club se monte à 6,4 millions de livres sterling, soit environ un tiers d'un grand d'Europe comme le FC Barcelone, avec une dette d'environ 40 % et des résultats sportifs déclinants.
La dégringolade est telle que fin 1993, le Celtic est proche de la ruine : ses dettes se montent à 7 millions de livres, soit plus de 80 % de son chiffres d'affaires. Son sombre avenir provoque la colère des supporters du club, qui s'opposent de plus en plus ouvertement aux dirigeants, en créant notamment des groupes activistes tels que Celts for Change et Save Our Celts. En mars 1994, alors que la menace d'une banqueroute est imminente, la majorité du conseil d'administration accepte de vendre ses parts à Fergus McCann, un homme d'affaires canadien d'origine écossaise, qui se donne cinq ans pour rétablir la situation du club. Ce dernier apporte de l'argent frais permettant de stabiliser le club (9,2 millions de livres à titre personnel, auxquels s'ajoutent trois millions apportés par John Keane, Albert Friedberg, Michael McDonald et Willie Haughey, puis quatre nouveaux millions investis par Dermot Desmond l'année suivante). Pour diriger le club, il crée la Celtic PLC, une Public limited company cotée en bourse, dont 40 % du capital est vendue avec succès au grand public (en grande partie des supporters), rapportant 9,4 millions de livres à la société. Enfin le club obtient de la Co-operative Bank dix autres millions de crédit. Cet apport d'argent permet d'engager la reconstruction du Celtic Park (dont l'affluence moyenne va doubler entre 1994 et 1997), le chantier prioritaire aux yeux de McCann, et de relancer le développement économique du club.

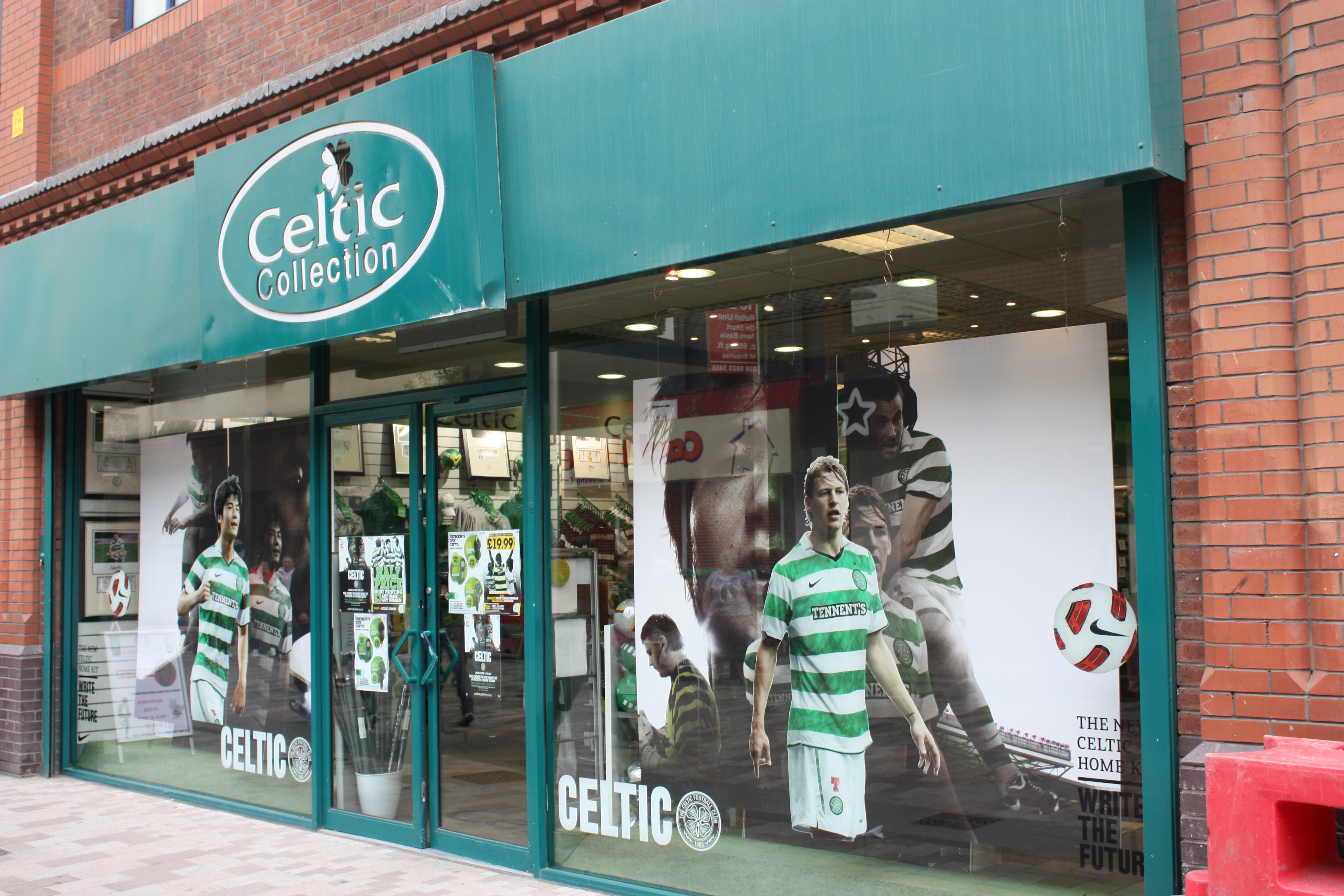
Boutique officielle à Belfast.

Le redressement des finances du Celtic est spectaculaire : au départ de McCann en 1999, le budget du club a été multiplié par quatre et les dettes remboursées. Au début des années 2000, le développement économique du club se poursuit, ce qui lui permet d'investir massivement dans son équipe et faire construire un nouveau centre d'entrainement à Barrowfield, au point que les finances du club se trouvent sur le point de déraper de nouveau. Lors de la saison 2006-2007, au cours de laquelle les Celts remportent le championnat et atteignent les 8e de finale de la Ligue des champions, le chiffre d'affaires du club atteint 75,2 millions de livres (soit 111,8 millions d'euros), ce qui place le Celtic au premier rang européen en dehors des cinq grands championnats. Signe du développement du club, le nombre d'employés du club passe de 292 en 1994 à 500 en 2008. Cependant la masse salariale est alors trop importante et les dirigeants en exigent la réduction à partir du milieu des années 2000, ce qui se ressent progressivement sur le plan sportif.
Depuis 2007, le Celtic FC a vu sa puissance financière s'effriter du fait de ses moindres performances sur la scène européenne, de moindres affluences au stade et de la faiblesse des droits télévisés de son championnat, plombés par la défaillance de la chaîne Setanta Sports. Conscients de ce handicap, les dirigeants du club ont fait part à plusieurs reprises (notamment publiquement en 2001 et 2009) de leur souhait d'intégrer, avec le Rangers FC, la beaucoup plus lucrative Premier League anglaise, sans succès jusque-là,. Depuis la fin des années 1990, ce projet coexiste avec celui d’une compétition réunissant les grands clubs des « petits » championnats, connu sous le nom d’Atlantic League, dont l’idée est régulièrement relancée par les dirigeants des clubs intéressés.
|                                                               | 1989 | 1994 | 1997 | 1999 | 2000 | 2001 | 2002 | 2003 | 2004 | 2006 | 2007 | 2008 | 2009 | 2010 |
| ------------------------------------------------------------- | ---- | ---- | ---- | ---- | ---- | ---- | ---- | ---- | ---- | ---- | ---- | ---- | ---- | ---- |
| Chiffres d'affaires (en anglais : turnover)                   | 6,4  | 8,7  | 22,2 | 33,8 | 38,6 | 42   | 56,9 | 60,6 | 69   | 57,4 | 75,2 | 72,9 | 72,6 | 61,7 |
| Résultat d’exploitation (en anglais : profit from operations) | 0,6  | 0,2  | 5,9  | 6,8  | 4,7  | 0,8  | 5,3  | 6,7  | 4,8  | 3,7  | 15,9 | ?    | 1,5  | -1,3 |
| Actifs (en anglais : net assets)                              | 4,6  | 16,3 | 36,0 | 42,3 | 38,8 | 30   | 47,4 | 34,3 | 25,4 | 22,1 | 36,7 | 41,2 | ?    | ?    |
| % masse salariale                                             | -    | -    | 39,1 | 42,9 | 52,3 | 61,7 | 57,6 | 54,6 | 58,7 | 56,6 | 48,4 | ~54  | ~54  | ~59  |

En avril 2009, le magazine Forbes évalue la valeur du club à 218 millions de dollars (en baisse de 5 % par rapport à la saison précédente), au 23e rang européen et premier rang écossais. Sa dette se monte alors à 14 % de sa valeur. Pour la saison 2009-2010, la billetterie du club lui rapporte 43,4 millions d'euros, ce qui le place au dixième rang européen, symbole du support populaire dont il bénéficie malgré tout.

### Sponsors

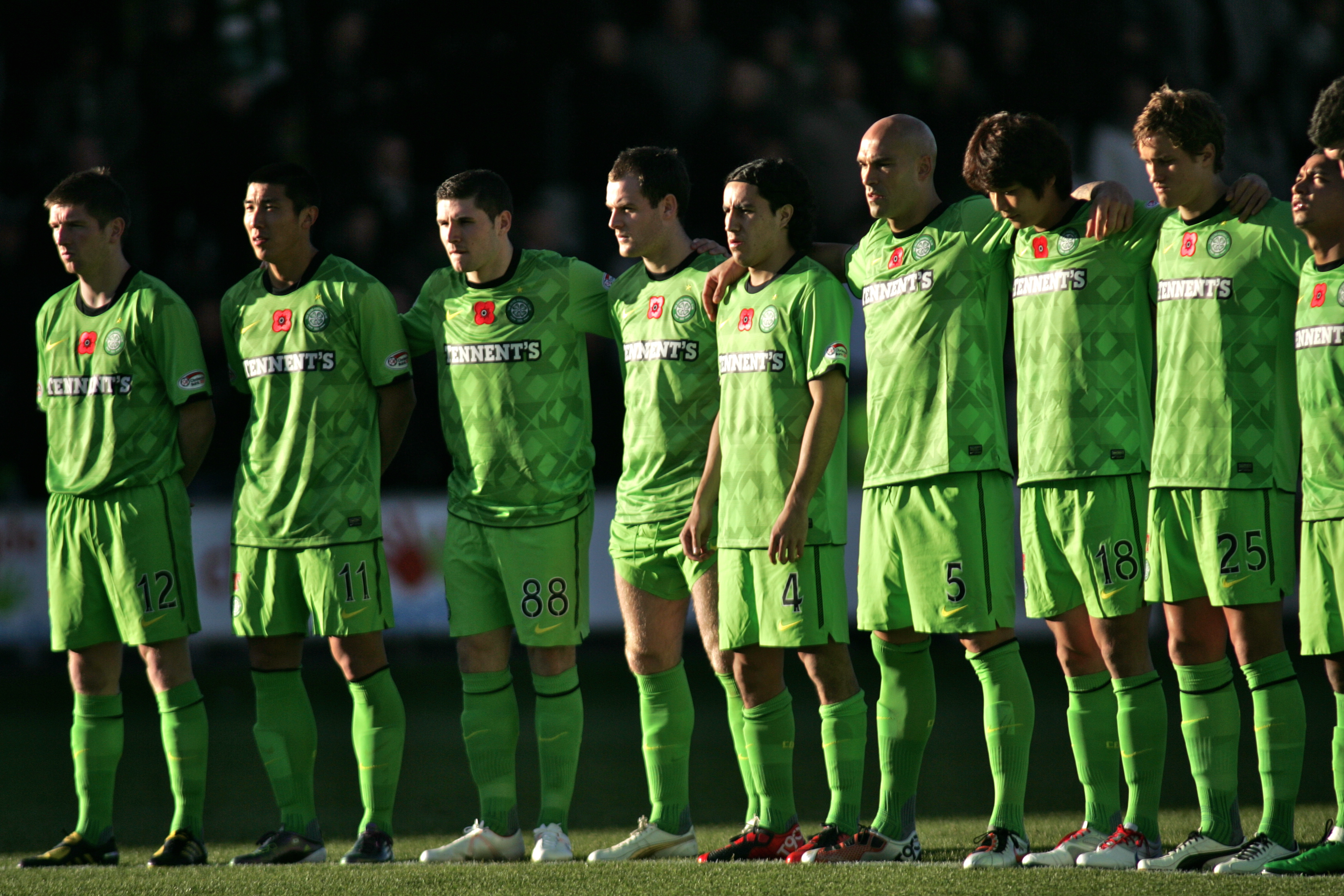
Maillot vert sponsorisé par Tennent's.

Comme les autres clubs européens, le Celtic conserve jusqu'aux années 1970 un maillot vierge de toutes marques. Le premier logo visible sur l'équipement du club est celui de son équipementier anglais, Umbro, à partir de 1977. Il est remplacé en 2005 par l'américain Nike, et en 2015 par New Balance.
Le premier sponsor du Celtic est la chaîne d'ameublement écossaise CR SMITH, dont le nom apparaît sur le maillot de 1984 à 1997. Il est brièvement remplacé par l'équipement Umbro puis par l'opérateur numérique américain NTL de 1999 à 2003, qui sponsorise en parallèle le maillot des rivaux des Rangers FC. Le principe du sponsoring des deux équipes du Old Firm est reprise par la marque de bière canadienne Carling, puis à partir de 2010 par Tennent's (en), une bière de Glasgow qui paie 9 millions de livres sur trois ans pour les deux clubs.

## Personnalités du club

### Présidents

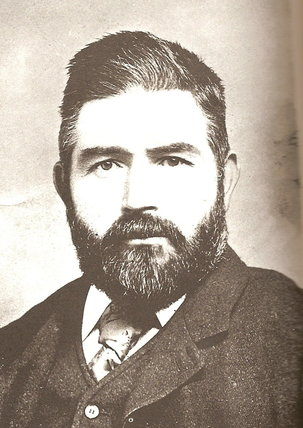
John Glass, premier président du Celtic professionnel.

Si le fondateur du club est le frère Walfrid, son premier président est le docteur John Conway, un homme influent de la communauté irlandaise de Glasgow. Ce dernier est progressivement écarté à la suite de la prise de pouvoir de John Glass et Pat Welsh, qui détournent le club de son objectif caritatif pour en faire un club professionnel. Devenu président en 1890, Glass structure le Celtic, qui connaît rapidement ses premiers succès nationaux, et s'assure de son développement jusqu'à la création d'une société à responsabilité limitée en 1897.
Le premier conseil (en anglais : board) de la Celtic Football and Athletic Company réunit John Glass, John O'Hara, Michael Dunbar, James Grant, John McKillop, James Kelly (le premier capitaine du Celtic) et John Hubert McLaughlin, un partisan de la professionnalisation du football écossais bien connu de la fédération. Ce dernier, vice-président depuis 1894, est choisi comme président. Une des premières décisions du conseil est d'appointer le secrétaire du club Willie Maley, âgé de 29 ans, en tant que manager. À la mort de McLaughlin en 1909, James Kelly le remplace cinq ans avant de laisser la présidence à Tom White, et retrouver un poste de directeur qu'il conserve jusqu'à sa mort en 1932.
White est un directeur de presse qui a intégré le board en 1906 au décès de John Glass ; en tant que président, il a l'intelligence de faire confiance à Willie Maley, qui mène l'équipe à plusieurs périodes de grand succès (au milieu des années 1910, pendant les années 1920 puis au milieu des années 1930). Cependant ce dernier mène son activité de manager de façon de plus en plus opaque par rapport aux dirigeants qui s'en inquiètent. Le désaccord financier qui fait suite à la victoire en Empire Exhibition Trophy en 1938 envenime leurs relations au point que Malley est poussée vers la sortie en février 1940, à plus de 70 ans. Il est remplacé par Jimmy McStay, l'ancien capitaine des Bhoys, puis en 1945 par Jimmy McGrory, le meilleur buteur de l'histoire du club.
À sa mort en mars 1947, Tom White est remplacé par Robert Kelly, le fils de James Kelly, qui réalise un mandat de 24 ans dont le bilan est controversé. Autoritaire et volontiers interventionniste auprès de McGrory, il a l'inspiration de faire la place au retour de Jock Stein comme entraîneur en 1965, qui va mener le Celtic à une exceptionnelle période de succès. Le décès de Bob Kelly en avril 1971 va d'autant plus marquer Stein qu'il va entretenir rapidement une relation méfiante avec son successeur, Desmond White, le fils de Tom White. Malgré les titres glanés sous sa direction, son bilan est mitigé, aussi bien sur les plans relationnels - ses managers Jock Stein et Billy McNeill quittent chacun leur tour le club pour l'Angleterre, où ils espèrent trouver davantage d'ambition - que financier.
Lors du décès de White en juin 1985, le Celtic est sur une pente déclinante, qui s'accentue avec l'arrivée de l'ambitieux David Murray à la tête du Rangers FC en 1986. Tom Devlin Junior, membre du conseil depuis 1947, prend la présidence mais meurt quinze mois après son arrivée aux commandes. Jack McGinn, recruté en 1965 pour diriger The Celtic View, le magazine officiel, prend la suite et se pose en gestionnaire tranquille. Si sa réputation ne sort pas trop ternie de son mandat de cinq ans, le fait est que le Celtic paraît particulièrement distancé à cette époque par les grands clubs européens. En octobre 1991, McGinn laisse sa place à Kevin Kelly, introduit au conseil en 1971, en remplacement de son oncle Robert Kelly. Il restera comme le dernier - et le moins compétent selon certains - des présidents de la « Biscuit Tin » en français : « la boîte à biscuit » dans laquelle, selon les moqueries des supporters, ces présidents auraient caché l'argent du club plutôt que de l'investir…, qui ne devaient leur place qu'à la tradition familiale et dont la prudence excessive et le manque de vision pousseront le club au bord de la faillite.

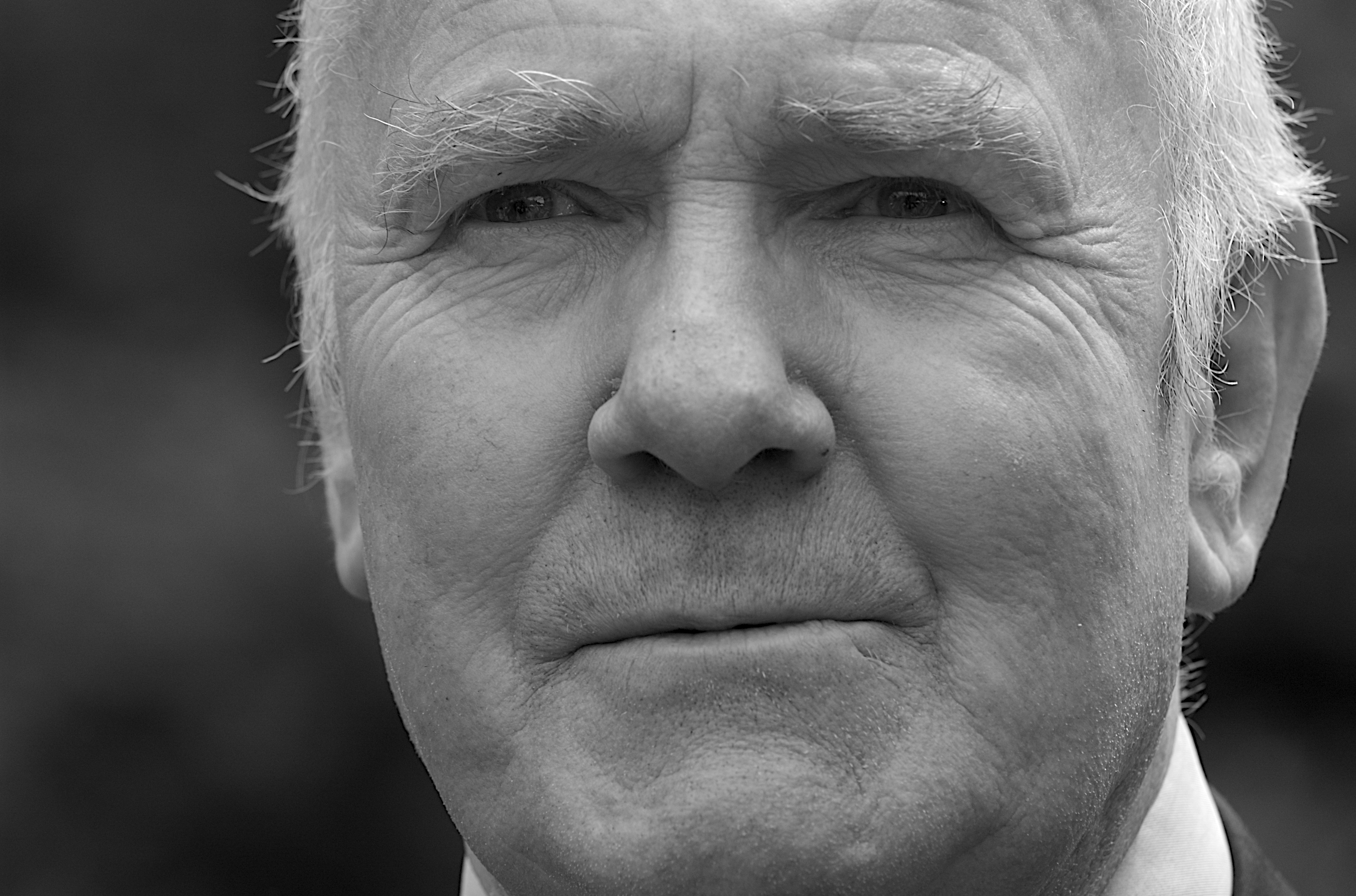
John Reid, président nommé en 2007.

Finalement le Celtic FC est sauvé en mars 1994 par Fergus McCann, un émigré écossais ayant fait fortune au Canada. Associé à plusieurs investisseurs (John Keane, Albert Friedberg, Michael McDonald, Willie Haughey, Dermot Desmond), il rachète le club et fonde une nouvelle société cotée en bourse dont il réserve une part importante des actions aux supporters, afin qu'ils soient dorénavant associés à la direction du club. Quand il quitte le club à l'issue de son plan de cinq ans, sa situation financière s'est profondément améliorée, le stade a été complètement reconstruit, le nombre de spectateurs a doublé, et enfin le club a retrouvé le succès sur le terrain.
Dès lors la direction est partagée entre un président non-exécutif (en anglais : Chairman), essentiellement symbolique, et un directeur général (en anglais : Chief Executive). McCann choisit comme successeur Frank O'Callaghan, qui recrute Allan McDonald, un entrepreneur venu de l’extérieur, comme directeur. Le premier se trouve rapidement trop occupé pour faire convenablement son travail. Le second, novateur mais plombé par un catastrophique bilan sportif, est supplanté à l'été 2000 par l'actionnaire majoritaire Dermot Desmond, qui impose dans son dos la venue de Martin O'Neill. Discrédité, il démissionne quelques mois plus tard.
Le poste de président est confié à l'économiste Brian Quinn, arrivé au sein du board en 1996. Ian McLeod signe quant à lui comme directeur général en mars 2001 ; malgré les succès sportifs, ses relations difficiles avec la direction conduisent à la non-reconduction de son contrat de deux ans. Il est remplacé par Peter Lawwell en octobre 2003, qui se fait d'abord apprécier pour ses talents de gestionnaires, avant de pâtir à la fin des années 2000 de la chute sportive de l'équipe. En septembre 2007, Brian Quinn annonce son départ, qui est effectif avec la nomination de l'homme politique britannique John Reid, anciennement secrétaire d'État à l'Intérieur, en novembre.
| #  | Nom                | Période                    |
| -- | ------------------ | -------------------------- |
| 1  | Dr John Conway     | 1888 - 1889                |
| 2  | John Glass         | 1890 - 1897                |
| 3  | John H. McLaughlin | 1897 - 1909                |
| 4  | James Kelly        | 1909 - 1914                |
| 5  | Tom White          | 1914 - 1947                |
| 6  | Robert Kelly       | 1947 - 1971                |
| 7  | Desmond White      | avril 1971 - juin 1985     |
| 8  | Tom Devlin (Jr)    | juin 1985 - septembre 1986 |
| 9  | Jack McGinn        | septembre 1986 - oct. 1991 |
| 10 | Kevin Kelly        | oct. 1991 - février 1994   |
| 11 | Fergus McCann      | mars 1994 - février 1999   |
| 12 | Frank O'Callaghan  | février 1999 - mai 2000    |
| 13 | Brian Quinn        | juin 2000 - novembre 2007  |
| 14 | John Reid          | novembre 2007 - 2012       |
| 15 | Ian Bankier        | 2012 -                     |

| # | Nom            | Période                     |
| - | -------------- | --------------------------- |
| 1 | Terry Cassidy  | décembre 1990 - oct. 1992   |
| 2 | Allan McDonald | avril 1999 - septembre 2000 |
| 3 | Ian McLeod     | mars 2001 - avril 2003      |
| 4 | Peter Lawwell  | oct. 2003 -                 |

### Entraîneurs

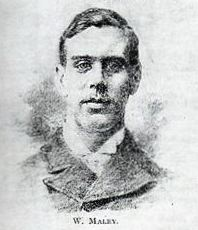
Willie Maley, premier entraîneur de l'histoire du club.

Dès 1897, quand le club se forme en société privée, les dirigeants décident d'appointer un manager, responsable des aspects sportifs et du recrutement des joueurs. Ils choisissent pour cela le secrétaire du club Willie Maley, un ancien international écossais. Ce dernier recrute de nombreux joueurs reconnus et mène son équipe au titre de champion d’Écosse dès sa première saison, mais face à la difficulté d'équilibrer le budget du club, il l'engage dans la voie de la formation de jeunes joueurs plutôt que dans le recrutement externe. Après quelques années de progression, la stratégie s'avère payante lorsque ses hommes remportent six titres de champion d'affilée entre 1905 et 1910, puis une nouvelle série de quatre titres entre 1914 et 1917. Au passage ils restent invaincus pendant 62 matchs de championnat, du 13 novembre 1915 au 21 avril 1917, un record au Royaume-Uni. Maley se révèle cependant de plus en plus distant de ses joueurs et son autonomie par rapport aux dirigeants gène ces derniers. Comme un symbole, son restaurant The Bank est alors considéré comme le siège social officieux du Celtic FC. Après une dernière période glorieuse au milieu des années 1930, qui voit notamment le Celtic enlever le prestigieux Empire Exhibition Trophy en 1938, Malley est poussé à la retraite en février 1940 à plus de 70 ans, avec à son palmarès d'entraîneur seize championnats, quatorze Coupes d’Écosse et quatorze Glasgow Cups.
Il est remplacé par Jimmy McStay, ancien capitaine emblématique des Bhoys, qui n’a pas l'occasion d'entraîner le club en compétition officielle puisque Jimmy McGrory, le meilleur buteur de l'histoire du club, lui est préféré dès 1945. Ce dernier est décrit comme un parfait « gentleman » mais ne brille pas pour autant par ses capacités de manager, que ce soit dans l'entraînement de ses joueurs ou la mise en place tactique de son équipe. En 1948, après une saison particulièrement difficile, le président Robert Kelly le fait seconder pendant deux saisons par l'expérimenté Jimmy Hogan, avant de prendre l'habitude de lui dicter directement ses choix sportifs, sans rencontrer semble-t-il beaucoup de résistance. Pendant ses vingt saisons sur le banc, McGrory connaît un succès très modeste, sans pour autant que la popularité due à sa carrière de footballeur n'en soit vraiment affectée. L'apogée de son équipe date des années 1953-1954, quand l'éphémère capitaine Jock Stein mène le Celtic à la victoire en Coronation Cup puis à un doublé coupe-championnat.

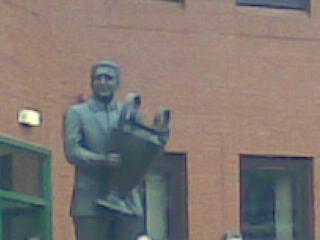
Statue de Jock Stein portant la Coupe d'Europe.

Au début des années 1960, Stein est devenu un entraîneur à succès avec Dunfermline puis Hibernian. Quand il est contacté par les Anglais de Wolverhampton Wanderers au cours de saison 1964-1965, il démarche le président Kelly avec l'objectif d'obtenir la place de McGrory, promise à son ancien coéquipier Sean Fallon. Après un temps de négociation, il obtient finalement gain de cause, Fallon devenant son adjoint. Six semaines après son arrivée, le Celtic remporte la Coupe d’Écosse, son premier titre depuis huit ans. Pour sa première saison entière, il mène son équipe, composée uniquement de joueurs de la région, à la conquête du championnat et en demi-finale de la Coupe d'Europe des vainqueurs de coupe. Sa deuxième saison se transforme en véritable triomphe, puisque ses joueurs remportent les cinq compétitions auxquelles ils participent : championnat d’Écosse, Coupe d’Écosse, Coupe de la Ligue, Glasgow Cup et Coupe des clubs champions européens ; c'est un exploit inédit. En 1970, après de nouveaux titres domestiques et alors que le Celtic atteint de nouveau la finale de la Coupe d'Europe des clubs champions, il est fait commandeur de l'ordre de l'Empire britannique (CBE). En 1974, son équipe remporte un neuvième titre de champion d’Écosse d'affilée, un exploit qui n’est égalé par les Rangers qu'en 1997. Il connaît un grave accident de voiture l'année suivante et laisse le banc de touche à Fallon le temps d'une saison. À son retour, il remporte un nouveau titre de champion mais faisant face à sa lassitude et aux velléités de départ de ses principaux joueurs (notamment Kenny Dalglish), il organise en 1978 son remplacement par son ancien capitaine Billy McNeill. À son départ Stein a ajouté au palmarès du club sa première Coupe d'Europe, dix championnats d’Écosse, neuf Coupes et six Coupes de la Ligue. Parti quelques semaines plus tard à Leeds, il est rapidement nommé à la tête de la sélection écossaise, sur le banc de laquelle il meurt lors d'un match en 1985,.
McNeill, capitaine des champions d'Europe en 1967, s’est reconverti comme entraîneur à Clyde puis Aberdeen. Sur le banc du Celtic, celui qui l'on surnomme Cesar poursuit l’œuvre de Stein en remportant en cinq saisons trois titres de champion, une Coupe d’Écosse et une Coupe de la Ligue. En 1983, il décide de quitter Glasgow pour le club anglais de Manchester City, où il espère trouver plus d'ambition, ce qui conduit les dirigeants à débaucher l’ancien Bhoy David Hay. Ce dernier remporte la Coupe en 1985 puis le championnat l'année suivante, à l'issue d'un duel serré avec Heart of Midlothian. Un an plus tard, il doit cependant laisser sa place à McNeill, qui fait son retour après une dernière saison difficile en Angleterre. À l’occasion du centenaire du Celtic FC en 1988, il mène son équipe, invaincue pendant 31 matchs d'affilée, au doublé coupe-championnat, puis à une nouvelle Coupe d’Écosse l'année suivante. Mais confronté à l'incapacité des dirigeants à investir dans l’équipe, il ne peut empêcher la dégringolade sportive de son équipe, et doit finalement quitter le club en 1991 sans avoir remporté de nouveau trophée.
Alors que le club traverse une crise de gouvernance, Terry Cassidy, fraîchement nommé Chief Executive, rompt alors avec la tradition du Celtic en recrutant le premier manager en un siècle d'histoire à ne pas avoir été précédemment joueur du club : Liam Brady, un international irlandais tout juste retraité. Son début de mandat est marqué par une défaite humiliante sur le terrain des Suisses de Neuchâtel Xamax (1-5) en Coupe UEFA. Après deux années sans trophée, au cours desquelles plusieurs erreurs de recrutement aggravent la situation économique du club, il présente sa démission en octobre 1993. Il est remplacé par Lou Macari, un ancien espoir du club, qui ne parvient pas à redresser réellement la situation sportive des Bhoys.
En mars 1994, le club est sauvé d'une banqueroute imminente grâce à l'intervention in-extremis de Fergus McCann. Ce dernier licencie Macari à l’intersaison et débauche de Kilmarnock l'ancien milieu de terrain international du Celtic Tommy Burns. Il fait pratiquer à ses joueurs un jeu offensif grâce auquel ils remportent la Coupe d’Écosse en 1995, le premier trophée du club depuis six ans. Ne parvenant cependant pas à briser la domination des Rangers en championnat, Burns n'est pas reconduit à la fin de son contrat en 1997, et rejoint Kenny Dalglish à Newcastle United. Il est remplacé par le Néerlandais Wim Jansen, qui devient ainsi le premier entraîneur non britannique du club, tandis que le journaliste Jock Brown est nommé directeur général. Jansen parvient à remporter le championnat, brisant ainsi l'hégémonie des Rangers, grâce à un jeu offensif et à la réussite de ses recrutements, au premier rang desquels l'attaquant suédois Henrik Larsson. Malgré ce grand succès, il démissionne en fin d'année du fait de divergences de points de vue avec Jock Brown, ce qui conduit au recrutement de Jozef Vengloš, un entraîneur slovaque de grande expérience. Régulièrement mis en cause, Jack Brown démissionne finalement en novembre. Malgré un jeu de qualité, l'équipe de Vengloš est vite éliminée de la scène européenne et ne parvient pas à conserver son titre de champion, ce qui conduit à son départ.

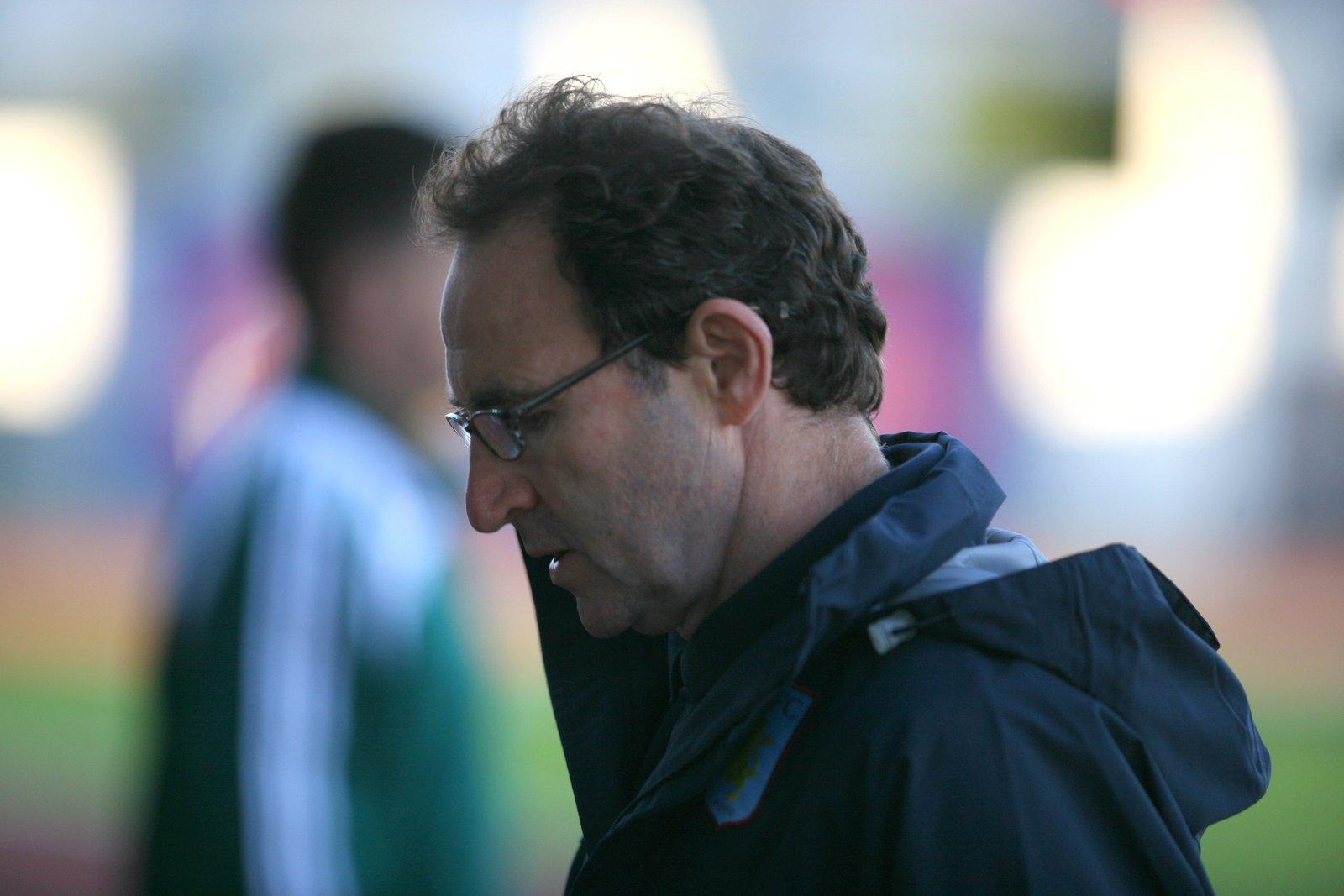
Portrait de Martin O'Neill, qui emmène le club en finale de la Coupe UEFA en 2003.

Allan McDonald, récemment nommé directeur exécutif du club, fait alors appel à son ami et ancienne idole du Celtic Park Kenny Dalglish, qui signe un contrat de sept ans comme directeur sportif et recrute comme entraîneur son ancien équipier John Barnes, un footballeur international anglais tout juste retraité. Ce dernier obtient des résultats médiocres, son équipe pratiquant un jeu décrié par les supporters. Il est remercié en février après une élimination en Coupe d'Écosse contre Inverness, Dalglish reprenant les rênes de l'équipe jusqu'à la fin de saison. L'actionnaire majoritaire Desmond White, mécontent de cette saison, impose le recrutement du Nord-Irlandais Martin O'Neill comme manager, Dalglish étant licencié de son poste de directeur sportif.

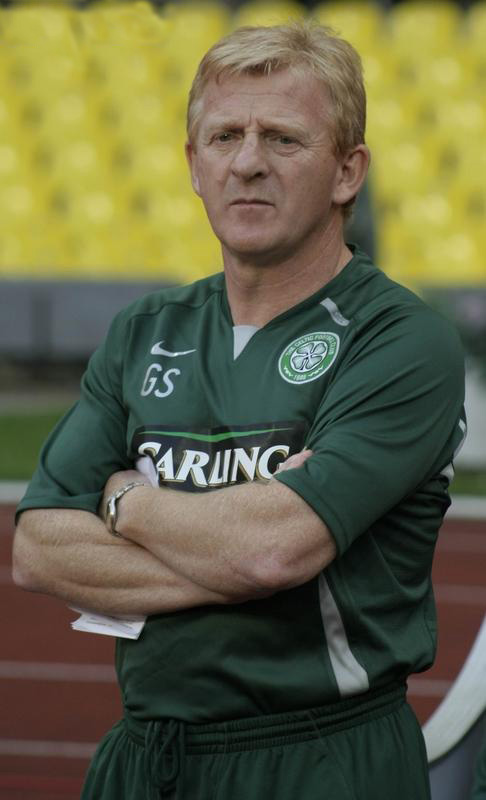
Portrait de Strachan.

O'Neill est un inconnu au club, accueilli avec un certain scepticisme. Bénéficiant du support des dirigeants, qui lui offre des moyens accrus, il gagne rapidement le respect de son vestiaire puis celui des supporters avec une victoire écrasante sur le Rangers FC (6-2) en début de saison. Plus encore, il réalise pour sa première saison le triplé national championnat-Coupe de la Ligue-Coupe d'Écosse, bien aidé en ça par l'efficacité de Larsson, et parvient à conserver le titre de champion la saison suivante de façon écrasante. En 2003, le club perd le championnat à la différence de buts et s'incline en finale de la Coupe UEFA face au FC Porto. Après un nouveau titre de champion en 2004 (et une troisième nomination d'« entraîneur écossais de l'année » après celles de 2001 et 2002), Martin O'Neill annonce son départ en 2005 pour raisons personnelles.
En dépit de l'exigence des dirigeants de réduire la charge salariale et malgré des débuts difficiles, Gordon Strachan poursuit l’œuvre de son prédécesseur en remportant trois nouveaux titres de champion d'affilée, en 2006, 2007 et 2008, un exploit ce qu'il n'est que le troisième manager du Celtic à réaliser. Par ailleurs il remporte plusieurs coupes domestiques et mène à deux reprises le club en huitièmes de finale de la Ligue des champions, un niveau que le Celtic n'avait plus atteint dans la compétition depuis près de 30 ans. Ces succès lui valent d'être nommé en 2006 et 2007 « entraîneur écossais de l'année » par les journalistes et les footballeurs. Pourtant il peine à connaître la même popularité auprès des supporters que son prédécesseur et décide de quitter son poste à l'été 2009, alors qu'il n'est pas parvenu à remporter un quatrième titre de champion consécutif.

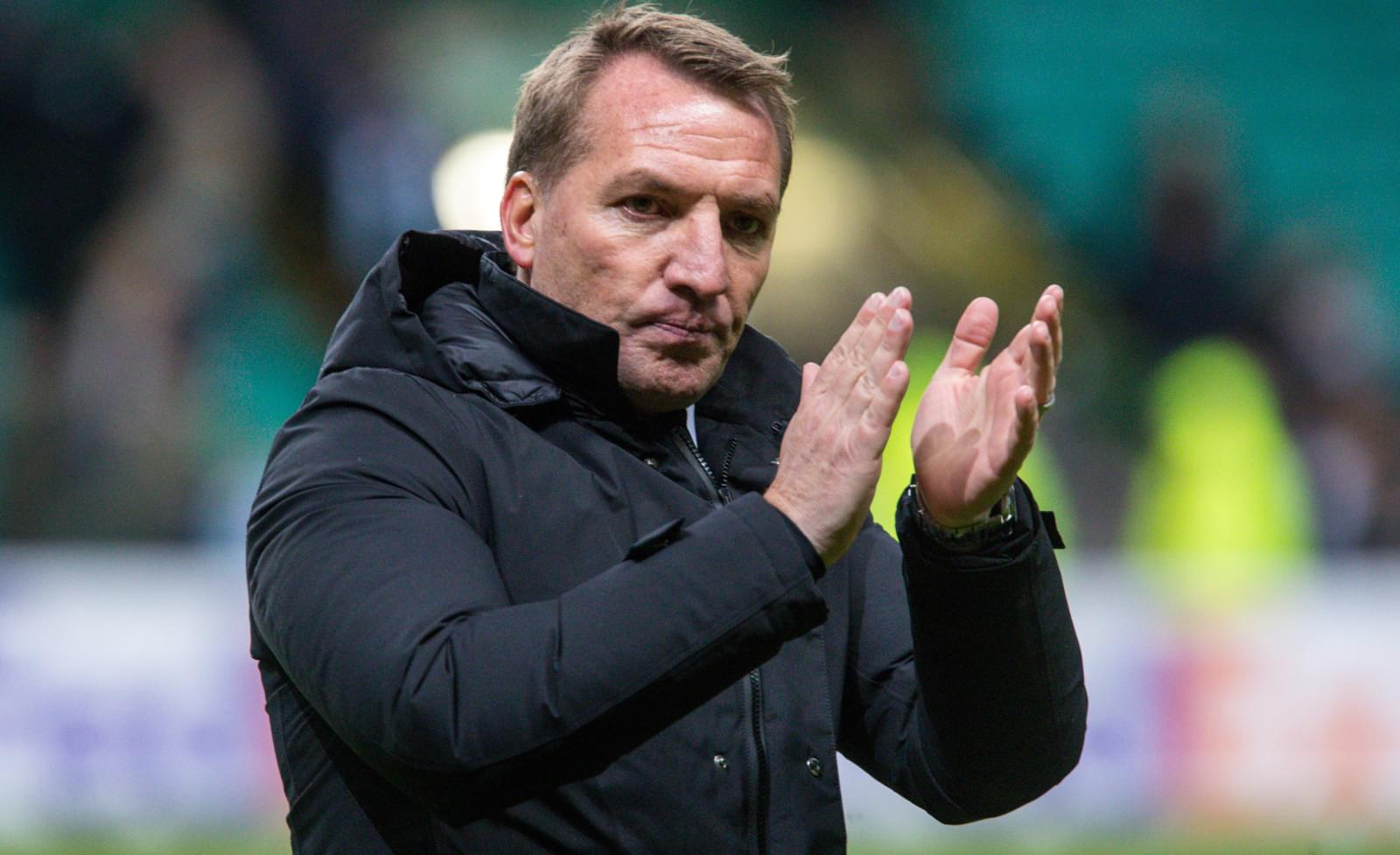
Brendan Rodgers, l'entraîneur du triplé de 2016-2017.

Peter Lawwell débauche alors à prix fort l'Anglais Tony Mowbray, un ancien Celt ayant fait des débuts d'entraîneur remarqués à Hibernian quelques années plus tôt. Après quelques semaines prometteuses, l'expérience vire au désastre, de sorte que Mowbray est licencié dès le mois de mars. Le banc est repris par intérim par l'entraîneur de la réserve Neil Lennon, ancien capitaine nord-irlandais du club. Ce dernier est confirmé à son poste pour la saison 2010-2011, qui voit les Bhoys perdre de justesse le championnat mais remporter la Coupe d’Écosse. Le comportement emporté de Lennon, qui lui vaut d'être suspendu plusieurs matchs en cours de saison, suscite la polémique. Particulièrement peu apprécié par la frange extrémiste des supporters protestants et unionistes, il est visé au printemps par un colis piégé et agressé en plein match par un supporter adverse.
Arrivé au club en 2016, le Nord-Irlandais Brendan Rodgers rentre dans l'histoire du club en réalisant une saison 2016-2017 exceptionnelle à tous les niveaux. Il remporte avec les Bhoys les deux coupes nationales mises en jeu ainsi que le championnat, tout en restant invaincu au cours de la saison. Sur le banc de Celtic Park durant trois saisons et demi, Rodgers remporte sept trophées avec le club.
L'entraîneur actuel est Ange Postecoglou, en poste depuis l'été 2021.
| #  | Nom                   | Période           |
| -- | --------------------- | ----------------- |
| 1  | Willie Maley          | 1897-1940         |
| 2  | Jimmy McStay          | 1940-1945         |
| 3  | Jimmy McGrory         | 1945-1965         |
| 4  | Jock Stein            | 1965-1978         |
| 5  | Sean Fallon (intérim) | 1975-1976         |
| 6  | Billy McNeill         | 1978-1983         |
| 7  | David Hay             | 1983-1987         |
| 8  | Billy McNeill         | 1987-1991         |
| 9  | Liam Brady            | 1991-octobre 1993 |
| 10 | Lou Macari            | octobre 1993-1994 |
| 11 | Tommy Burns           | 1994-1997         |
| 12 | Wim Jansen            | 1997-1998         |

| #  | Nom              | Période             |
| -- | ---------------- | ------------------- |
| 13 | Jozef Vengloš    | 1998-1999           |
| 14 | John Barnes      | 1999-mars 2000      |
| 15 | Kenny Dalglish   | mars 2000-2000      |
| 16 | Martin O'Neill   | 2000-2005           |
| 17 | Gordon Strachan  | 2005-2009           |
| 18 | Tony Mowbray     | 2009-mars 2010      |
| 19 | Neil Lennon      | mars 2010-2014      |
| 20 | Ronny Deila      | 2014-2016           |
| 21 | Brendan Rodgers  | 2016-fév. 2019      |
| 22 | Neil Lennon      | fév. 2019-fév. 2021 |
| 23 | Ange Postecoglou | juin 2021-juin 2023 |
| 24 | Brendan Rodgers  | juin 2023-          |

### Joueurs emblématiques
| # | Nom           | Période   | App. |
| - | ------------- | --------- | ---- |
| 1 | Billy McNeill | 1957-1975 | 822  |
| 2 | Paul McStay   | 1981-1997 | 678  |
| 3 | Roy Aitken    | 1976-1990 | 669  |
| 4 | Danny McGrain | 1970-1987 | 661  |
| 5 | Packie Bonner | 1978-1995 | 642  |

| # | Nom             | Période             | Buts |
| - | --------------- | ------------------- | ---- |
| 1 | Jimmy McGrory   | 1922-1937           | 522  |
| 2 | Bobby Lennox    | 1961-1978 1979-1980 | 273  |
| 3 | Henrik Larsson  | 1997-2004           | 242  |
| 4 | Stevie Chalmers | 1958-1971           | 231  |
| 5 | Jimmy Quinn     | 1900-1917           | 217  |

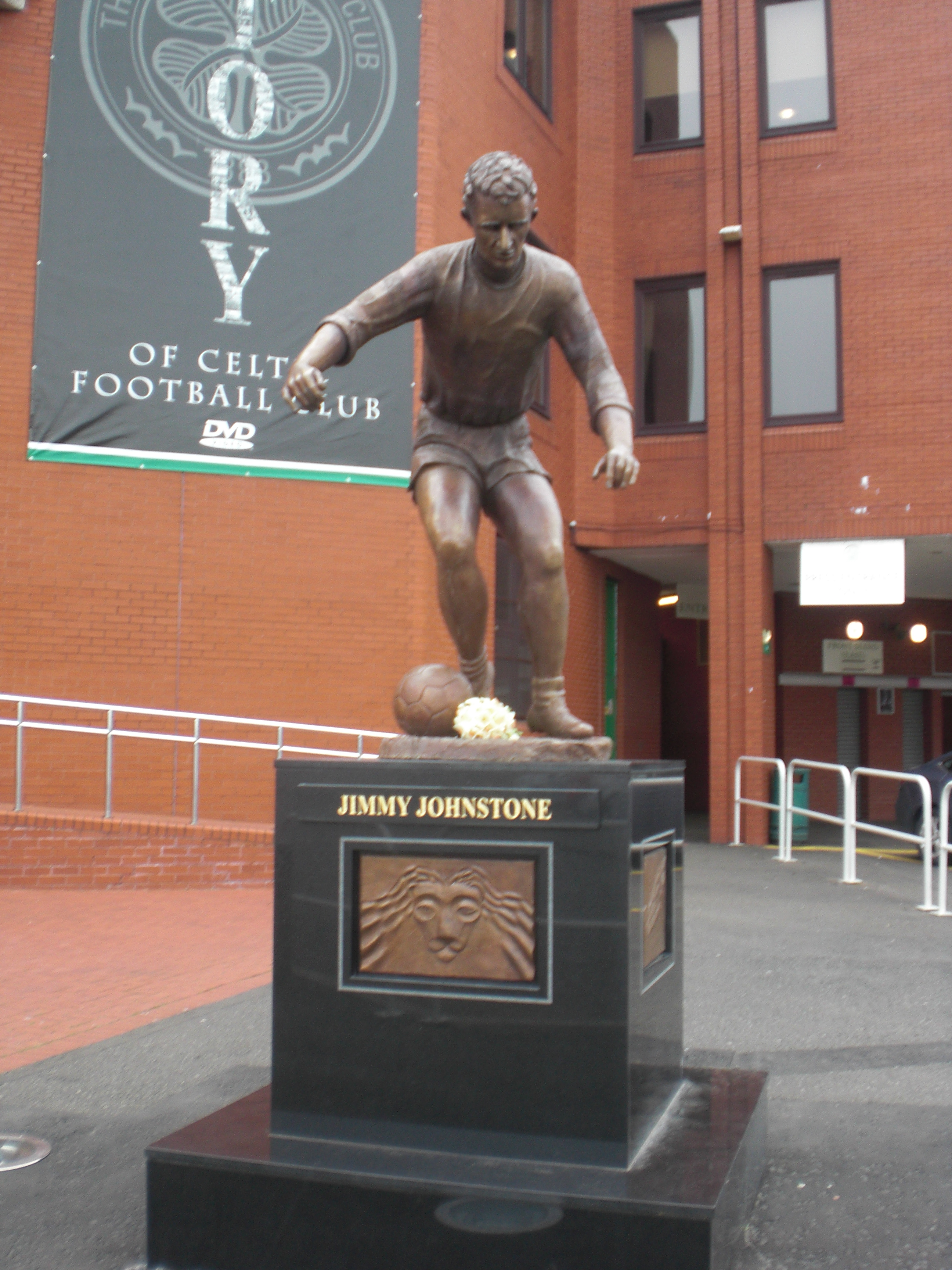
Statue de Johnstone, élu meilleur joueur de l'histoire du club.

Le milieu de terrain James Kelly, débauché à Renton FC en 1888, est le premier capitaine des Celts, avant de devenir celui de l'équipe nationale écossaise. Il deviendra par la suite président du club. Parmi les autres joueurs recrutés à la fondation du club, l’attaquant Sandy McMahon s’impose comme son principal buteur dans les années 1890, inscrivant 171 buts en 217 matchs.
Au début du XXe siècle, le défenseur international Alec McNair et les attaquants Jimmy Quinn et Jimmy McMenemy mènent le club à six titres de champion d'affilée entre 1904 et 1910 : Quinn remporte à plusieurs reprises le titre de meilleur buteur du championnat et devient le premier joueur du Celtic à dépasser la barre des 200 buts. Ils sont rejoints dans les années 1910 par le brillant ailier droit Patsy Gallacher (1911-1926), qui dispute plus de 500 matchs pour le Celtic. Dans les années 1920 et 1930, le buteur écossais Jimmy McGrory surpasse ses prédécesseurs en inscrivant un total de 550 buts toutes compétitions confondues, dont 522 sous le maillot du Celtic, ce qui reste un record dans l'histoire du football britannique. Il est bien aidé en ça par les exploits de l’ailier Jimmy Delaney.

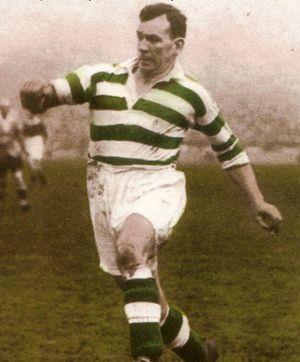
Jimmy McGrory, meilleur buteur de l'histoire du club.

Devenu entraîneur des Celts après-guerre, McGrory dirige plusieurs joueurs de talent tels Bobby Evans, milieu de terrain international et capitaine charismatique ou l'ailier gauche nord-irlandais Charlie Tully venu du Belfast Celtic. Jock Stein, un modeste défenseur recruté en 1951, se révèle être un prodigieux meneur d'homme, grâce auquel le Celtic retrouve un peu de succès après guerre... Quand il prend finalement la place de McGrory sur le banc en 1965, il s'appuie sur des joueurs locaux pour bâtir une équipe redoutable qui remporte la Coupe des clubs champions européens en 1967.

Lors de ce match, les Bhoys sont disposés en 4-2-4, comme suit : l'expérimenté gardien de but Ronnie Simpson, les défenseurs Jim Craig, Billy McNeill, capitaine emblématique, John Clark et Tommy Gemmell, les milieux Bobby Murdoch et Bertie Auld, les virevoltants ailiers Bobby Lennox et Jimmy Johnstone, considéré comme le joyau de l’équipe, et les attaquants Willie Wallace et Stevie Chalmers, auteur du but décisif en finale.
De 1966 à 1974, le Celtic remporte neuf titres de champion, puis un dixième en 1977 qui doit beaucoup au talent de l'attaquant Kenny Dalglish. Ce dernier connait la consécration internationale après son départ à Liverpool. Le défenseur Danny McGrain est pendant les années 1970 et 1980 le relais des entraîneurs Jock Stein puis Billy McNeill sur le terrain ; meilleur joueur écossais en 1977, il est le capitaine de la sélection pour la Coupe du monde 1982. Tommy Burns, de 1975 à 1989, et Paul McStay, de 1981 à 1997, dirigent le milieu de terrain du Celtic, pour lequel ils disputent respectivement plus de 350 et 500 matchs. En 1983, l'attaquant Charlie Nicholas est le premier Celt à être nommé « joueur de l'année en Écosse » à la fois par les joueurs et les journalistes. Brian McClair l'imite en 1987, Paul McStay en 1988.
Enfin plus récemment, le buteur suédois Henrik Larsson, anime pendant sept ans le front de l’attaque du Celtic, au point de devenir le troisième meilleur buteur de l’histoire du club et de mener le club en finale de la Coupe UEFA en 2003, au cours de laquelle il marque les deux buts de son équipe. Il est à son tour nommé « joueur de l'année en Écosse » par les joueurs et les journalistes en 1999 et 2001. l'attaquant anglais Chris Sutton est lauréat en 2004, le Gallois John Hartson l'est en 2005, Shaun Maloney en 2006, le Japonais Shunsuke Nakamura en 2007, l'international irlandais Aiden McGeady en 2008, Scott Brown,en 2009 et en 2018, le Hondurien Emilio Izaguirre en 2011, Charlie Mulgrew en 2012, Kris Commons en 2014, le Norvégien Stefan Johansen en 2015, Leigh Griffiths en 2016, l'ailier anglais Scott Sinclair en 2017, James Forrest en 2019 ou encore Callum McGregoren 2022.

#### Meilleure équipe de l'histoire du club (2002)
| Simpson McNeill Murdoch Gemmell McGrain Johnstone Auld McStay Larsson Dalglish Lennox |
| La « meilleure équipe du Celtic ».                                                    |

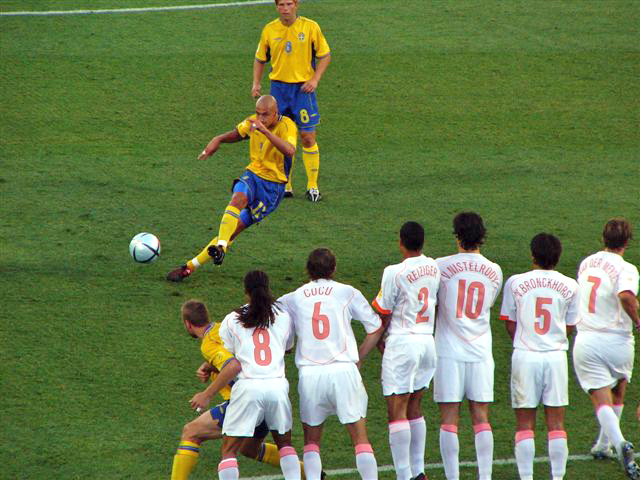
Henrik Larsson sous le maillot de la Suède en 2004.

En 2002, l'Écossais Jimmy Johnstone est élu meilleur joueur de l'histoire du club à l'issue d'une enquête réalisée par la BBC auprès des supporters du club. L'ailier droit des « Lisbon Lions » dispute 515 rencontres pour le Celtic entre 1962 et 1975, et inscrit 129 buts.
Les dix autres membres de la « meilleure équipe du Celtic », désignée à la même occasion, sont essentiellement issus de l'équipe championne d'Europe en 1967 :
- Ronnie Simpson, gardien de but écossais du Celtic de 1964 à 1970, membre des « Lisbon Lions » ;
- Danny McGrain, défenseur écossais du Celtic de 1970 à 1982, sélectionné à 62 reprises en équipe nationale d'Écosse dont il est le capitaine à la Coupe du monde 1982 ;
- Billy McNeill, défenseur écossais du Celtic pendant toute sa carrière de 1958 à 1975, élu meilleur joueur écossais en 1965, neuf fois champion d'Écosse, capitaine des « Lisbon Lions », sélectionné à 29 reprises en équipe nationale d'Écosse, devenu entraîneur du Celtic dans les années 1980 ;
- Tommy Gemmell, défenseur écossais du Celtic de 1961 à 1971, membre des « Lisbon Lions », buteur lors de la finale de 1967, sélectionné à 18 reprises en équipe nationale d'Écosse ;
- Bobby Murdoch, milieu de terrain écossais du Celtic de 1959 à 1973, membre des « Lisbon Lions » ;
- Paul McStay, milieu de terrain écossais du Celtic, dont il devient le capitaine, pendant toute sa carrière de 1981 à 1997, sélectionné à 76 reprises en équipe nationale d'Écosse ;
- Bertie Auld, milieu de terrain écossais du Celtic de 1955 à 1961 puis de 1965 à 1971, membre des « Lisbon Lions » ;
- Bobby Lennox, ailier écossais du Celtic de 1961 à 1980, membre des « Lisbon Lions », auteur de 273 buts en 571 matchs avec les Bhoys, sélectionné à 10 reprises en équipe nationale d'Écosse ;
- Kenny Dalglish, attaquant écossais du Celtic de 1969 à 1977, auteur de 167 buts en 322 matchs avec les Bhoys, sélectionné à 102 reprises en équipe nationale d'Écosse ;
- Henrik Larsson, attaquant suédois du Celtic de 1997 à 2004, auteur de 242 buts en 315 matchs avec les Bhoys (Soulier d'or en 2001), finaliste de la Coupe UEFA en 2003 ;

Parmi eux, Billy McNeill est élu plus grand capitaine du Celtic et Henrik Larsson meilleur joueur étranger du Celtic de tous les temps.

#### Hall of Fame
Le Scottish Football Hall of Fame est une institution écossaise, créée en 2004, qui récompense les footballeurs écossais ou ayant pratiqué en Écosse qui se sont illustrés par leur palmarès ou la promotion de leur sport. En 2019, on y trouve vingt-huit anciens joueurs et entraîneurs du Celtic : Roy Aitken, Bertie Auld, Stevie Chalmers, John Clark, Jim Craig, Pat Crerand, Kenny Dalglish, Jimmy Delaney, Bobby Evans, Tommy Gemmell, Mo Johnston, Jimmy Johnstone, Paul Lambert, Bobby Lennox, Willie Maley, Danny McGrain, Jimmy McGrory, Billy McNeill, Paul McStay, Bobby Murdoch, Charlie Nicholas, Ronnie Simpson, Jock Stein, Gordon Strachan, John Thomson et Willie Wallace, tous écossais, auxquels s'ajoutent les attaquants irlandais Patsy Gallacher et suédois Henrik Larsson.

## Effectif professionnel actuel
Le premier tableau liste l'effectif professionnel du Celtic FC pour la saison 2025-2026. Le second recense les prêts effectués par le club lors de cette même saison.
En grisé, les sélections de joueurs internationaux chez les jeunes mais n'ayant jamais été appelés aux échelons supérieurs une fois l'âge-limite dépassé ou les joueurs ayant pris leur retraite internationale.

## Culture populaire

### Rivalités

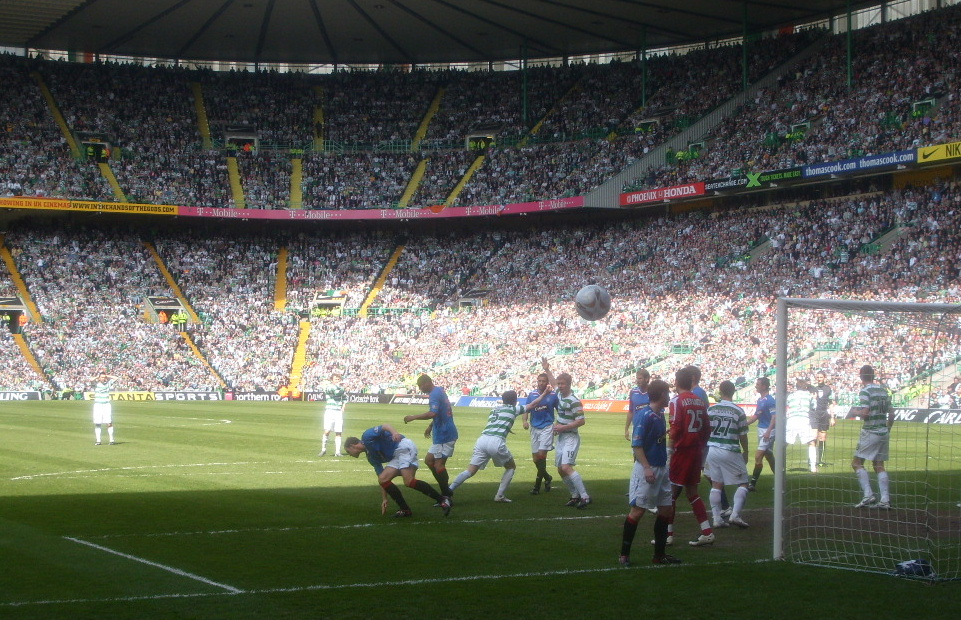
Scène du Old Firm

Le Celtic nourrit une profonde rivalité avec l'autre grand club de Glasgow, les Rangers ; l'opposition des deux institutions constitue l'un des derbys de football les plus célèbres au monde, connue comme le « Old Firm » ou « Auld Firm ». Les deux clubs dominent largement le football écossais : de la création du championnat en 1890 à 2022, les Rangers ont remporté 55 titres, contre 54 pour le Celtic. Le dernier trophée de champion à avoir échappé au duo est celui d'Aberdeen, remporté en 1985. Logiquement les deux clubs sont aussi, et de loin, les plus populaires du pays.
La rivalité entre les deux clubs, née d'abord d'une confrontation sportive à la fin du XIXe siècle, s'est envenimée au cours du siècle suivant avec la montée du communautarisme religieux à travers l’Écosse, et particulièrement à Glasgow,. Bien qu'il ait, dès son origine, accueilli des joueurs protestants, le Celtic est lié historiquement à l'Irlande dont les habitants et les émigrants sont de religion catholique, tandis que le Rangers FC est attaché au protestantisme et à l'unionisme britannique. La tension autour du Old Firm a été de ce fait excitée par la virulence du conflit nord-irlandais, qui oppose républicains catholiques et loyalistes protestants depuis la seconde moitié du XXe siècle.
Ces dernières années, les deux clubs ont pris des initiatives pour combattre ces conflits, en faisant la chasse aux chansons, drapeaux et autres symboles communautaires,. En 1996, le Celtic lance une campagne intitulée « Bhoys Against Bigotry » en français : « les Bhoys contre la bigoterie ». Fondée en 2000, l'association anti-communautariste écossaise Nil by Mouth fait cependant régulièrement état de l'utilisation par des supporters des deux clubs de bannières et de chants haineux ou de soutien aux groupes terroristes engagés dans le conflit nord-irlandais (IRA et UVF). En mars 2008, l'UEFA ouvre une enquête sur des chants communautaristes ayant été proférés par des supporters du Celtic lors d'un match contre le FC Barcelone, qui est finalement abandonnée faute de preuves.
En 2011, on compte près de 400 rencontres de Old Firm dans l'histoire des deux clubs. Ces matchs, qui donnent systématiquement lieu à un emballement médiatique en Écosse, se déroulent dans une atmosphère de forte tension qui se prolonge régulièrement par des violences entre les communautés,. En 2004, le journaliste Franklin Foer révèle que les admissions aux urgences hospitalières sont multipliées par neuf les soirs de Old Firm, et surtout que huit décès sont imputables aux combats entre supporters à Glasgow entre 1996 et 2003.

### Supporters

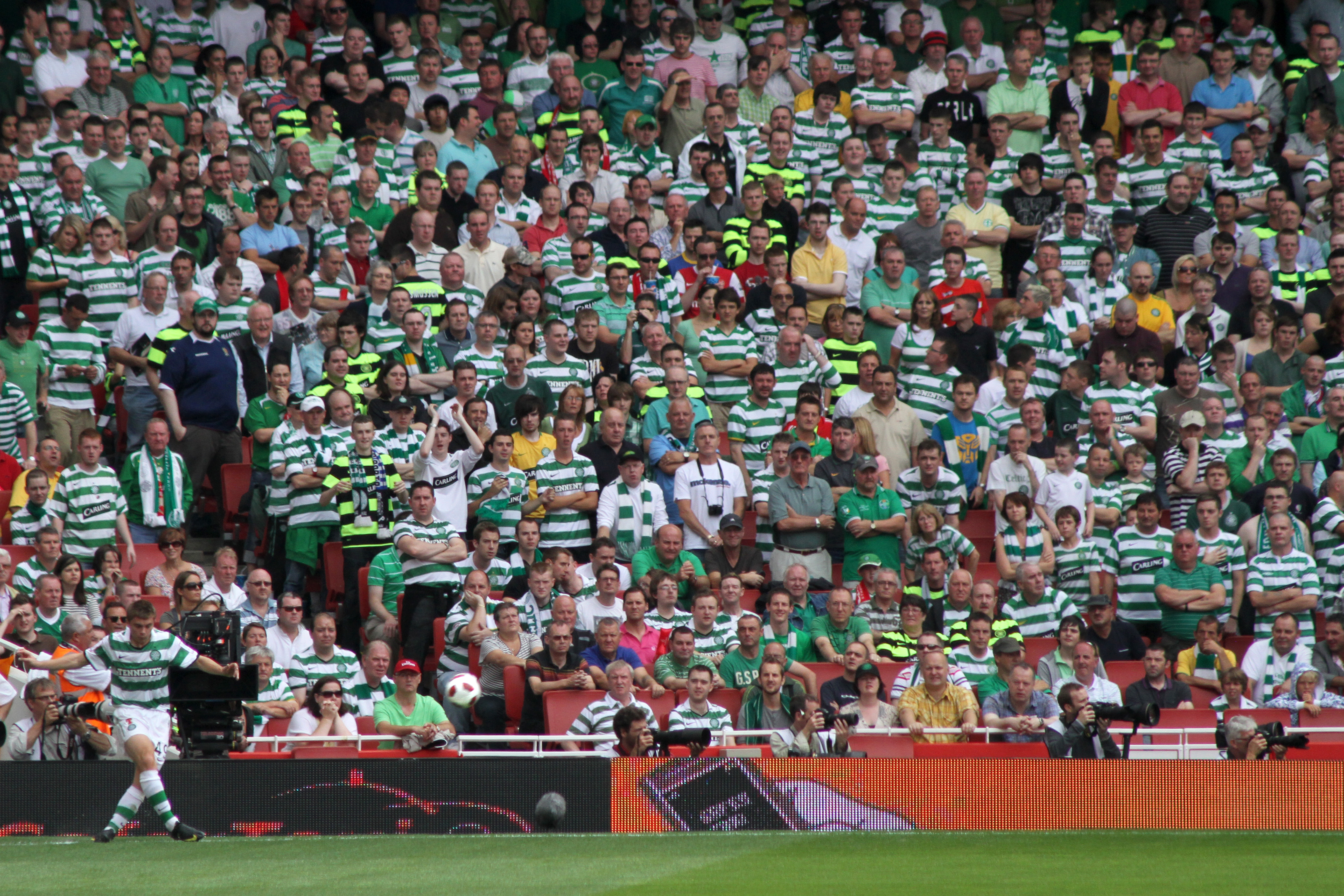
Des supporters en vert et blanc.

Le Celtic FC, qui s'est affirmé dès sa fondation comme un club de football écossais aux racines irlandaises, est soutenu par de nombreux supporters à travers le monde entier, bien au-delà des limites de Glasgow, notamment au sein de la communauté irlandaise. Cette identité est régulièrement mise à l'honneur par les supporters. Le drapeau de l'Irlande est d'ailleurs régulièrement déployé dans les tribunes du Celtic Park.
En 2006, une enquête indique que le Celtic compte 1,4 million de supporters britanniques, plaçant le club au sixième rang du Royaume-Uni. En 2008, une autre étude estime le nombre du supporters du club à neuf millions, dont un million en Amérique du Nord, qui s'explique par l'importante émigration irlandaise aux États-Unis.
Depuis 2006, le club est supporté par un groupe ultra, la Green Brigade qui se définit comme un groupe rassemblant des supporters du Celtic « anti-fasciste, anti-raciste et anti-sectaire ». Un antifascisme qui s'est notamment exprimé lors de la double confrontation avec la Lazio Rome lors de la Ligue Europa 2019-2020. Le tifo et les banderoles jugées offensantes vaudront au club une amende de l'UEFA et conduira la direction à prendre une mesure de fermeture temporaire du secteur occupé la Green Brigade pour le match suivant face au Stade rennais.
Ils sont situés dans le secteur 111 du Celtic Park où ils se tiennent debout ; ce qui leur a valu des soucis avec le club qui les accusait de gêner la circulation des spectateurs. Le 11 novembre 2010, le club et la Green Brigade s'opposent lors du match contre Aberdeen. Le groupe proteste contre la présence d'un coquelicot, symbole du Jour du Souvenir, sur le maillot des joueurs en ce jour de commémoration : une banderole est déployée dans la tribune, banderole condamnée par John Reid, le président du club.

### Affluence
L'affluence moyenne au Celtic Park a toujours été parmi les plus importantes du Royaume-Uni. Dès la fin du XIXe siècle, plusieurs milliers de spectateurs assistent en moyenne aux rencontres au Celtic Park. Le cap des 10 000 spectateurs de moyenne en championnat est dépassé dans la seconde moitié des années 1900, alors que les Bhoys dominent le championnat national. Avec la rivalité grandissante du Old Firm, le duel au sommet opposant Celtic et Rangers FC, l'affiche enregistre des affluences record, comme le 1er janvier 1938, quand 92 000 spectateurs assistent à la réception du Rangers FC au Celtic Park pour un « simple » match de championnat.

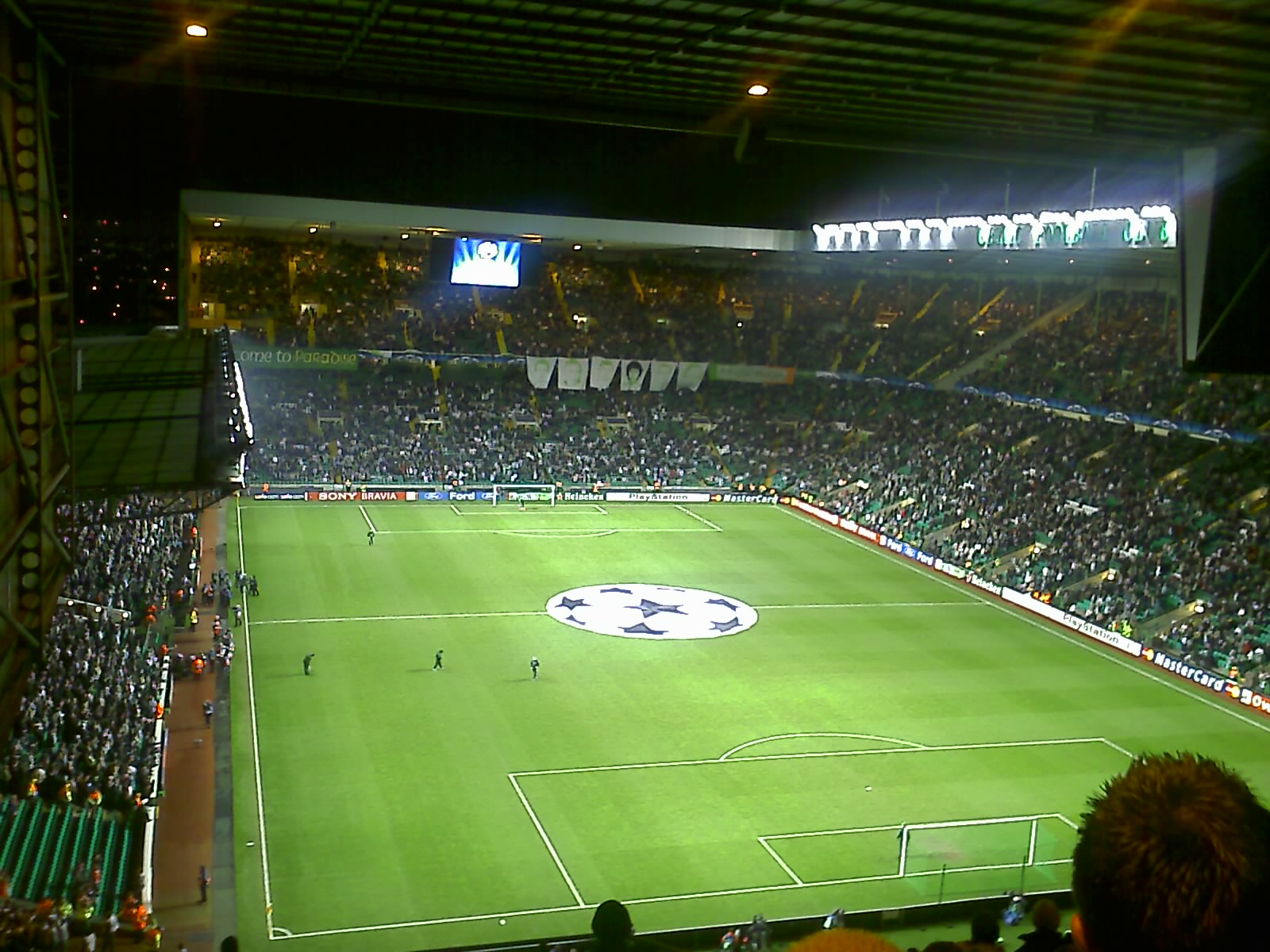
58000 spectateurs au Celtic Park pour la réception de Benfica en Ligue des champions en novembre 2007.

Au début des années 1950, malgré des résultats décevants, le club peut compter sur des affluences moyennes s'approchant des 30 000 spectateurs (dans un stade pouvant en accueillir plus du double), un cap qui est dépassé grâce aux exploits de l'équipe de Jock Stein à la fin des années 1960. Quand Fergus McCann prend le contrôle du club en 1994, la vétusté du stade et les mauvais résultats des années précédentes ont fait chuter la moyenne à moins de 23 000 spectateurs les deux saisons précédentes, ce qui ne va pas sans poser des soucis financiers au club.
La première décision du nouveau président est donc de faire rénover et agrandir le stade, ce qui, avec l'amélioration des résultats sportifs, va porter progressivement l'affluence moyenne à près de 60 000 spectateurs lors de la saison 1998-1999, quand les travaux du Celtic Park s'achèvent. À l'issue de la saison 2017-2018 le Celtic Park possède la neuvième plus forte affluence en Europe avec une moyenne de 57 523 spectateurs.
Par ailleurs, le Celtic FC a enregistré ses records d'affluence dans un autre stade de Glasgow qui fut longtemps le plus grand d'Europe : Hampden Park. C'est là que le club a notamment fixé les deux records suivants : 
- la finale de Coupe d'Écosse opposant le Celtic à Aberdeen en 1937 a lieu devant 147 365 spectateurs, ce qui constitue le record du monde pour une finale de coupe nationale[160] ;
- la demi-finale de la Coupe des clubs champions européens 1969-1970 opposant le Celtic aux Anglais de Leeds United le 15 avril 1970 a lieu devant 136 505 spectateurs, ce qui constitue le record pour une rencontre de compétition européenne[160].

### Médias
En août 1965, les dirigeants lancent The Celtic View. C'est la première publication hebdomadaire du Royaume-Uni consacrée uniquement à l’actualité d'un club de football, et à ce jour[Quand ?] la plus ancienne au monde. L'exemple sera repris par la suite par de nombreux clubs sportifs. Le premier rédacteur en chef de la brochure de quatre pages est Jack McGinn, qui deviendra par la suite le président du club. Actuellement, c'est une revue épaisse de plusieurs dizaines de pages, comptant environ 6 000 lecteurs
chaque semaine.
En 2004, le club inaugure sa propre chaîne de télévision, nommée Celtic TV, disponible sur le réseau de Setanta Sports. La faillite de ce dernier en 2009 cause l'arrêt de la diffusion de la chaîne. L'institution dispose également d'une chaîne de télévision payante sur Internet, baptisée Channel67, lancée en 2002 sous le nom Celtic Replay.